# Novak Djokovic
Novak Djokovic (em sérvio: Новак Ђоковић Belgrado, 22 de maio de 1987) é um tenista profissional sérvio. Atual número 7 do mundo em simples.
Conhecido por quebrar recordes e pelos maiores números nas estatísticas mais importantes do tênis, é o atual campeão dos Jogos Olímpicos, recordista em títulos de Grand Slams, recordista em mais semanas como número 1 do mundo, recordista de títulos Masters 1000, recordista de títulos ATP Finals, recordista de títulos grandes e é o único tenista a ter ganho todos os grandes títulos.
No final do ano de 2010, Djokovic e seus compatriotas Viktor Troicki, Janko Tipsarevic e Nenad Zimonjic foram campeões da Copa Davis ao derrotarem os tenistas da França na decisão por 3 a 2.
Assumiu a liderança do ranking mundial pela primeira vez no dia 4 de julho de 2011. É o recordista por mais tempo como número 1° do mundo na história do tênis, totalizando 428 semanas, o segundo é Roger Federer com 310.
É o recordista em mais temporadas encerradas como número 1 do mundo: 8 vezes.
Contando com 104 títulos nível ATP, sendo 100 em torneios de simples, 1 em torneio de duplas e 3 em torneios por equipe. É o 3º tenista que mais possui títulos em torneios ATP da Era Aberta, em Grandes Títulos o 1°.
Djokovic possui o recorde em Grandes Títulos, são 72 grandes títulos em simples.
Em Grand Slams, nas vezes em que não foi impedido de jogar, venceu 10 vezes o Australian Open, 7 vezes Wimbledon, 4 vezes US Open, 3 vezes Roland Garros e 1 medalha de Ouro Olímpico em Roland Garros.
24 títulos (recorde)
37 finais (recorde)
52 semifinais (recorde)
63 quartas de final (recorde).
Por ter derrotado Rafael Nadal na final do Australian Open por 3 sets a 0, tornou-se o primeiro tenista a ganhar do espanhol em sets diretos numa final de Grand Slam.
A vitória de Djokovic sobre Roger Federer na final de Wimbledon em 2014 o tornou o primeiro homem a vencer o suíço em todos os quatro Grand Slams, (que, à época era considerado o maior tenista da história).
Em 2016 ao conquistar o título de Roland Garros, ano em que o conquistou pela primeira vez, tornou-se o oitavo tenista a conquistar o título em cada um dos 4 Grand Slams, conquista conhecida como Carrer Slam ou Slam de Carreira. É o segundo mais velho a atingir a marca, atrás do seu ex-treinador Andre Agassi.
Também em 2016 ao vencer Roland Garros, se tornou o primeiro jogador de tênis a passar a marca de 100 milhões de dólares em prize money.
Outro grande feito de Djokovic, ao vencer Roland Garros de 2016 é o de conseguir vencer os 4 Grand Slams de forma consecutiva, algo que apenas outros dois tenistas conseguiram, o norte-americano Don Budge na era aberta e o australiano Rod Laver uma na era aberta e outra na era profissional. Mas, para eles 3 dos 4 Grand Slams eram disputados na mesma superfície, grama, em quanto que para Novak: dura "quadra rápida", saibro e grama.
Em 2023, ao vencer Roland Garros pela terceira vez, Djokovic se tornou o único tenista a ter conquistado os 4 Grand Slams 3 vezes (recorde), também é o único a conquistar 4 vezes 3 Grand Slams por temporada, em 2011, 2015, 2021 e 2023 (recorde).
Djoko também é o único tenista que venceu os 4 torneios Grand Slam de forma consecutiva em três superfícies diferentes (recorde).
Além dos recordes em Grand Slams, também foi vice-campeão em 13 finais de torneios Grand Slam, conseguindo o maior número de vices (recorde).
Único tenista a ter mais de 90 vitórias em cada um dos quatro Grand Slams, o tornando o mais consistente, (recorde).
Único com mais de 99 vitórias em três Grand Slams, (recorde).
São 99 vitórias no Australian Open, 101 em Roland Garros, 102 em Wimbledon e 90 no US Open.
Djokovic é um dos três únicos tenistas à ter derrotado Rafael Nadal em Roland Garros, embora apenas ele o tenha feito três vezes e duas dessas vezes em sets diretos, um desses confrontos foi nas Olimpíadas de Paris 2024.
O torneio ATP Finals disputado desde 1970, com 25 diferentes campeões, é um torneio exclusivo do tênis onde apenas a elite pode ter o privilégio de participar, mas precisamente o Top 8, apenas os 8 primeiros colocados do ranking da ATP no final da temporada, valendo 1500 pontos no ranking. Djokovic é o recordista com 7 títulos e o único tenista a vencer o torneio por quatro anos consecutivos (recorde).
Djokovic é o recordista em torneios ATP Masters 1000 possuí:
40 títulos (recorde) 
60 finais (recorde) 
79 semifinais (recorde) 
96 quartas de final (recorde)
Dentre os títulos:
7 Masters de Paris, 6 Masters de Miami, 6 Masters de Roma, 6 Masters de Indian Wells, 4 Masters do Canadá, 4 Masters de Shanghai, 3 Masters de Madrid, 3 Masters de Cincinnati 2 Masters de Monte Carlo.
É o único tenista a conquistar o Carrer Golden Masters e Nole o fez duas vezes, "2 Carrer Golden Masters" para isso deve-se conquistar ao menos uma vez todos os 9 torneios ATP Masters 1000. Mais um título em Monte-Carlo e Nole teria ganho três vezes cada Masters 1000.
Em 2015, tornou-se o único tenista a conquistar de forma consecutiva os três primeiros torneios Masters 1000 do ano. Também é o único tenista a vencer 6 Masters 1000 numa única temporada.
Também na temporada de 2015, onde Nole conseguiu a sua melhor taxa de vitórias, a de 93,62%, onde venceu 82 jogos e perdeu apenas 6, tendo conquistado 11 títulos.
No início da temporada de 2020, na sétima edição da ATP Cup (torneio sucedido pela United Cup) juntamente com Dusan Lajovic, Nikola Milojevic, Nikola Cacic e Viktor Troick, conquistou o título para seu país, derrotando a Espanha e Rafael Nadal na final.
Em 2024, Novak Djokovic conquistou o Carrer Golden Slam vencendo a final Olímpica de Paris 2024 em simples, e finalmente conquistando a tão cobiçada e desejada medalha de Ouro Olímpico, na sua primeira final se torna o tenista mais velho a vencer o Ouro Olímpico.
Em 24 de maio de 2025, após vencer o torneio de Genebra, e quebrar o recorde de o tenista mais velho a chegar a semifinal "o recorde anterior ele mesmo havia quebrado ao chegar com 37 anos" e na final desse torneio aos 38 anos, tornou-se um dos 3 únicos tenistas a passar a marca de 100 títulos na carreira, ao lado de Jimmy Connors e Roger Federer.
Mais recordes de Novak Djokovic:
Recorde de maior número de pontos no ranking da ATP como número 1° do mundo: 16,950 conquistados na temporada de 2011.
Rcorde número 1° do mundo mais velho em simples: 37 anos
Recorde mais anos/temporadas diferentes como número 1° do mundo: 13
Recorde tenista mais velho a conquistar a medalha de ouro olímpico aos 37 anos e 74 dias.
Recorde maior número de quartas de final, semifinais, finais, vices e títulos em Grand Slams.
Recorde melhor taxa de vitórias em Grand Slams acima de 360 participações: 87,91%
Recorde pneus/bagels aplicados em Grand Slams: 51
Recorde ao menos 14 quartas de final em cada Grand Slam.
Recorde pelo menos 12 semifinais em cada Grand Slam.
Recorde no mínimo 7 finais em cada Grand Slam.
Recorde quartas de final Australian Open: 15
Recorde finais no Australian Open: 10
Recorde títulos no Australian Open: 10
Recorde quartas de final em Roland Garros: 19
Recorde mais quartas de final em um único Grand Slam: 19
Recorde quartas de final consecutivas em Roland Garros: 16
Recorde semifinais em Wimbledon: 14
Recorde de mais vitórias em Wimbledon a partir dos 30 anos: 47
Recorde finais no US Open: 10
Recorde 2 Carrer Golden Masters
Recorde de mais recordes de títulos em diferentes torneios Masters 1000: 4.
Recorde mais vitórias em Masters 1000 em uma temporada: 31 em 2011
Recorde mais vitórias contra o top 10 em uma temporada: 31 em 2015
Recorde maior número de vitórias em Grand Slams: 392
Recorde mais partidas disputadas em Grand Slams: 446
Recorde mais vitórias em Grand Slams após os 30 anos: 164
Recorde mais Grand Slams ganhos após os 30 anos: 13
Mais recordes na seção "Recordes".
Por possuir os recordes em Grand Slams, Masters 1000, ATP Finals, em grandes títulos, mais semanas como número 1° do mundo, único a ter conquistado todos os Masters 1000 e o fez duas vezes, 2 Carrer Golden Masters, único a ter conquistado todos os maiores títulos, maior consistência em Grand Slams mais de 90 vitórias em cada, mais vezes mínimas nas quartas, semis e finais de cada, por esses números, a melhor métrica, Novak Djokovic é considerado o maior tenista de todos os tempos, o GOAT.

### Biografia

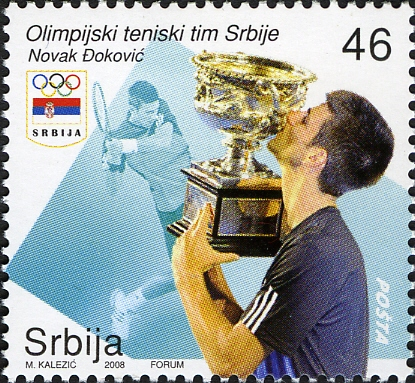
Selo sérvio de 2008 em homenagem ao atleta

Nascido na cidade de Belgrado, Sérvia [capital do país, atualmente] (então Iugoslávia) em 22 de maio de 1987, Novak Djokovic é destro, casado com Jelena Djokovic Ristic, filho de Srdjan Djokovic e Dijana Djokovic e irmão de Marko Djokovic e Djordje Djokovic. 
Começou a jogar tênis aos quatro anos de idade.
Na Sérvia as quadras de tênis as vezes ficavam inacessíveis por colocarem minas nelas e pelo lançamento de bombas, Djokovic algumas vezes teve que treinar tênis em piscinas. 
Já com doze anos, treinou na escola de Niki Pilic em Munique, na Alemanha e onde permaneceu até aos catorze. Fez sua estreia como tenista profissional aos 16 anos. 
Seu pai, seu tio e sua tia foram esquiadores profissionais e seu pai também foi um excelente jogador de futebol. 
A paixão da família pelo esporte sempre lhe deu muito apoio e ânimo na hora de escolher a carreira esportiva. "O tênis foi uma bênção na minha vida, ofereceu-me muitas coisas positivas. Meu amor pelo esporte é muito grande e, de certo modo, o tênis salvou minha vida. Tive muita sorte de possuir pai e mãe que acreditavam nas minhas habilidades", declarou o sérvio.
Quando era criança, Novak Djokovic viveu a realidade da guerra e violência na antiga Iugoslávia e teve que se adaptar à nova identidade da região, desmembrada em várias nações independentes. "A guerra é algo que não desejo a ninguém, é destruição, é perder famílias e pessoas queridas. O lado positivo é que muita gente se une e encontra a fortaleza para superar qualquer coisa que apareça pelo caminho", explicou Djokovic em entrevista ao jornal argentino La Nación. 
Jelena Genčić foi sua primeira treinadora de tênis.
Em novembro de 2012, durante três dias, Djokovic, então o tenista número um do mundo, visitou o Brasil. E após águas de coco, passeios por Copacabana e Ipanema, no Rio de Janeiro, inauguração de quadra de tênis na favela da Rocinha, visita o local onde seria erguida a futura Vila Olímpica, além de um jogo exibição com Gustavo Kuerten e uma legítima “pelada” com ex-craques do futebol brasileiro como Edílson "Capetinha", seu conterrâneo Petković, Bebeto e Zico, o sérvio deixou o Brasil dizendo: “eu vou voltar, certamente”.
Nole também era conhecido no circuito profissional de tênis pelas suas inúmeras imitações de tenistas famosos, como Maria Sharapova, Roger Federer e Rafael Nadal. Em 2012, durante uma partida exibição no Brasil com Gustavo Kuerten ele imitou Guga.

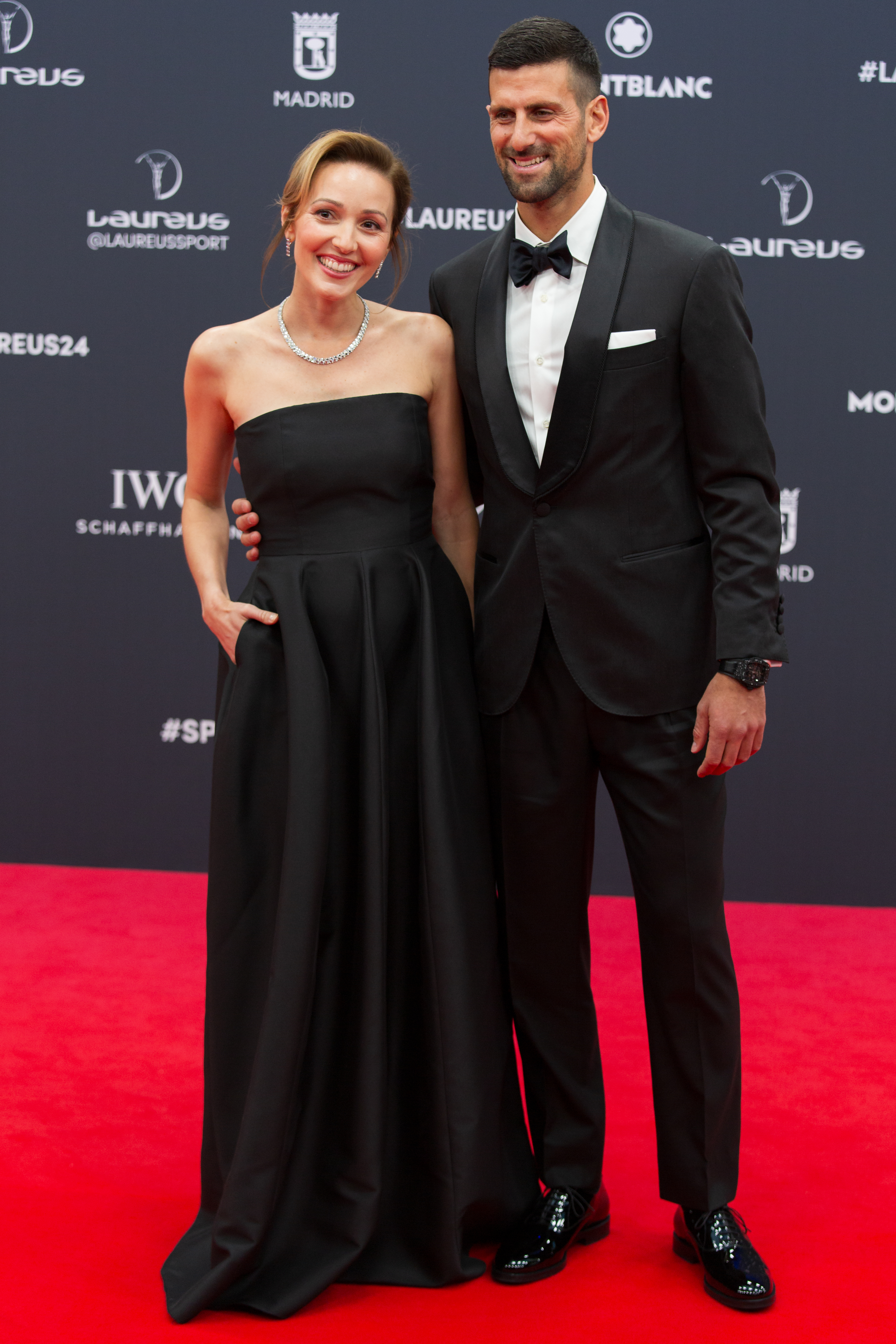
Novak Djokovic e sua esposa Jelena em 2024 no tapete vermelho da 25ª edição dos Prêmios Laureus do Esporte Mundial.

Em outubro de 2014 nasceu seu primeiro filho, Stefan Djokovic, fruto de seu casamento com Jelena Djokovic Ristic. Em setembro de 2017, nasceu sua filha, Tara Djokovic. 
Primeiro título como promessa do tênis na Sérvia e Montenegro ao derrotar Ferrer-Victoria. Também chegou a duas semifinais nesses torneios e obteve um registro de dez vitórias e cinco derrotas.
Disputou dois torneios de promessas em fevereiro de 2004, chegando às semifinais em um deles.
Carreira como rank 1:
Djokovic assumiu a liderança do ranking mundial pela primeira vez no dia 4 de julho de 2011 permanecendo até 8 de julho de 2012, voltou a liderar entre novembro de 2012 e setembro de 2013, reassumiu o topo em 7 de julho de 2014 e permaneceu como número 1 até 6 de novembro de 2016, retornou à primeira posição no ranking em 5 de novembro de 2018 até 3 de novembro de 2019 e, por fim, voltou a ocupar o topo do ranking em 3 de fevereiro de 2020 até Daniil Medvedev assumir o primeiro lugar do ranking por 2 semanas, realizada após a campanha do mesmo no ATP 500 de Acapulco e posteriormente recuperando o posto por 10 semanas consecutivas entre março e junho. Foi o número 1 do mundo também nos anos de 2021, 2022, 2023 e 2024, e em 9 de junho de 2024 pela última vez aos 37 anos, sendo o tenista mais velho a chegar ao número 1°.

### 2005: Entrada no top 100 da ATP
Estreou na Copa Davis contra a Letônia e derrotou Skroderis. Ganhou o torneio de promessas de Szolnol na Hungria, após vencer Tkalec. Seu primeiro título de Challenger foi conquistado em Budapeste, ao vencer Bracciali. Perdeu na primeira etapa no torneio da ATP de Umag, enfrentando Volandri. Ganhou outro torneio de promessas em Belgrado, após vencer Cipolla. Sua primeira vitória em uma partida da ATP foi em Bucareste, contra Clement. Também ganhou o Challenger de Aachen contra Burgsmüller. Em duplas, ganhou um título de jovens e chegou às semifinais em um Challenger. Terminou a temporada de 2005 entre os cem primeiros.

### 2006: Primeiros títulos ATP
Estreou no Grand Slam do Austrálian Open com derrota para o russo Marat Safin. Em março de 2009, ganhou algumas partidas na Copa Davis contra o Zimbábue, enfrentando Chidzikwe e Mahefu. Um mês depois, perdeu outras duas partidas da Copa Davis para a Bélgica, enfrentando C. Rochus e Vliegen. Pelo masters de Madri, ele venceu o escocês Andy Murray nas oitavas de final. Ganhou sua primeira partida de um Grand Slam em Roland-Garros contra Robby Ginepri, mas abandonou na segunda etapa quando jogava contra Guillermo Coria, por problemas respiratórios. No Torneio de Wimbledon, ele chegou à terceira rodada da competição, após derrotar o argentino Juan Mónaco e o espanhol García-López, e perdeu para o francês Sébastien Grosjean. Estreou no Masters de Cincinnati, perdendo para Fernando González.
No mês de Julho conquistou seu primeiro título de torneio da ATP. Foi no saibro de Amersfoort que Novak ganhou o Dutch Open (tênis) derrotando na final Nicolas Massu. Os direitos de organização deste torneio foram comprados em 2018 pela família Djokovic que o transferiu para Sérvia, originando o ATP de Belgrado.
Pelo Grand Slam do Aberto dos Estados Unidos, ganhou do francês Gaël Monfils e do croata Mario Ančić, mas perdeu na terceira rodada. No Masters de Paris, também chegou à terceira rodada, ganhando do romeno Victor Hănescu e do argentino Mariano Puerta e perdendo para o espanhol Tommy Robredo. Em outubro, ele conquistou o ATP de Metz, na França, onde derrotou na final o suíço Jurgen Melzer por 5 sets a 1, com parciais de 4-6, 6-3, 6-2, 6-3 e 6-3. Esse foi seu segundo troféu no ano e em torneios ATP.

### 2007: Primeira final de Grand Slam
Djokovic iniciou a temporada sendo campeão do ATP de Adelaide, onde na final do torneio derrotou o australiano Chris Guccione por 2 sets a 1, com parciais de 6-3, 6-7(6) e 6-4. Em março, o sérvio disputou o Masters de Indian Wells, onde venceu o escocês Andy Murray na semifinal, mas perdeu na final do torneio para o espanhol Rafael Nadal em sets diretos por 6-2 e 7-5.
No dia 1 de abril de 2007, ele conquistou o Master de Miami, onde eliminou o escocês Andy Murray na semifinal e venceu o argentino Guillermo Cañas na final por 6-3, 6-2 e 6-4. Esse foi seu primeiro título de ATP Masters 1000. Em maio, ele foi campeão do ATP de Estoril, onde na decisão do torneio derrotou o tenista francês Richard Gasquet pelo placar de 2 sets a 1, com parciais de 7-6(7), 0-6 e 6-1. Novak recebeu o prêmio das mãos do grande craque futebolista português Eusébio.
Já em agosto, o sérvio foi campeão do Masters de Montreal, onde venceu o suíço Roger Federer na final por 2 sets a 1, por 7-6(2), 2-6 e 7-6(2). Esse foi seu segundo título de ATP Masters 1000. Em setembro, o sérvio chegou a final no Grand Slam do US Open, mas perdeu na decisão do torneio para Federer por 3 sets a 0, com parciais de 7-6(4), 7-6(2) e 6-4. Já em outubro, o sérvio conquistou novamente o ATP de Adelaide, quando derrotou o suíço Stanislas Wawrinka na decisão do torneio por 2 sets a 0, com parciais de 6-4 e 6-0. Este também foi o seu ano de estreia na Tennis Masters Cup (torneio que reúne os oito melhores da temporada).

### 2008: Primeiro título de Grand Slam

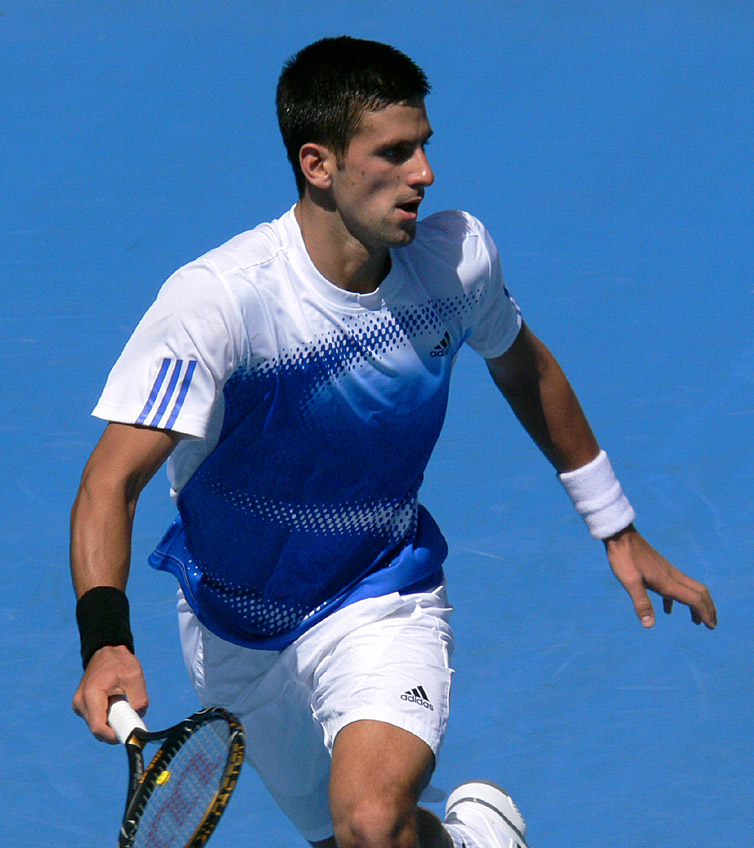
Novak Đoković em 2008 no Aberto da Austrália.

Novak Đjoković venceu seu primeiro torneio de Grand Slam, o Australian Open, vencendo o francês Jo-Wilfried Tsonga na final por 3 sets a 1, com parciais de 4/6, 6/4, 6/3 e 7/6(2).
Em março, ele ganhou o Masters de Indian Wells, onde derrotou o espanhol Rafael Nadal na semifinal, e venceu o norte-americano Mardy Fish na final pelo placar de 2 sets a 1, com parciais de 6-2, 5-7 e 6-3. Em abril, Djoko foi semifinalista do Masters de Monte Carlo. Porém, ele abandonou a semifinal no segundo set, quando Federer vencia por 6/3 e 3/2. O sérvio resolveu retirar-se da partida alegando uma indisposição. Em maio, ele conquistou o título do Masters de Roma. E na decisão do torneio, o sérvio venceu o suíço Stanislas Wawrinka de virada, por 2 sets a 1 e parciais de 4-6, 6-3 e 6-3.
Em seguida, ele foi derrotado pelo espanhol Rafael Nadal nas semifinais do Masters de Hamburgo e do Grand Slam de Roland Garros. Em junho, ele chegou a decisão do ATP de Queen's, em Londres, disputado em quadras de grama. Mas perdeu na final para o espanhol Rafael Nadal por 2 sets a 0, com parciais de 7-6(6) e 7-5.
No final de julho, ele foi eliminado nas quartas de final do Masters de Toronto, ao perder, pela primeira vez na carreira, para o escocês Andy Murray. A partida acabou em dois sets e parciais de 6/3 e 7/6(3). Já em agosto, Djoko foi cabeça de chave número três do Masters de Cincinnati, onde derrotou o espanhol Rafael Nadal na semifinal. Essa vitória do sérvio encerrou uma incrível série invicta de Nadal que já durava 32 partidas. Mas na final do torneio, Djoko perdeu para o escocês Andy Murray por 2 sets a 0, com parciais de 7-6(4) e 7-6(5).
Ainda em agosto, o sérvio Novak Djokovic ganhou o bronze olímpico em Pequim, na China, após derrotar o norte-americano James Blake. Depois, chegou à semifinal do Grand Slam do US Open. E no final da temporada Djoko ganhou seu primeiro título da Tennis Masters Cup (atual ATP World Tour Finals). Na decisão ele venceu o russo Nikolay Davydenko por 2 sets a 0, com parciais de 6-1 e 7-5.

### 2009: 10 Finais, 5 Títulos
No início da temporada, ele tentou defender o título do Austrálian Open, mas, o tenista sérvio, cabeça de chave número três, foi eliminado nas quartas de final do torneio pelo norte-americano Andy Roddick por 6-7(3), 6-4, 6-2, 2-1. Djokovic abandonou a partida no quarto set por problemas físicos. Em fevereiro, ele foi campeão do ATP 500 de Dubai, onde venceu na final do torneio ao espanhol David Ferrer por 2 sets a 0, com parciais de 7/5 e 6/3.
No início de abril, ele foi finalista do Master de Miami. Mas, na decisão do torneio foi derrotado pelo escocês Andy Murray por dois sets a zero e parciais de 6/2 e 7/5. Em seguida, foi finalista também do Masters de Monte Carlo. E também foi derrotado na decisão do torneio para o espanhol Rafael Nadal por 2 sets a 1, com parciais de 6-3, 2-6 e 6-1. Na sequência, foi mais uma vez finalista de um torneio ATP Masters, mas agora do Masters de Roma. E mais uma vez acabou perdendo na decisão do torneio. Na final, ele perdeu para o espanhol Rafael Nadal por 2 sets a 0, com parciais de 7/6 e 6/2.
Em maio, o sérvio foi campeão do ATP de Belgrado, na Sérvia. Onde na decisão do torneio, ele venceu o polonês Lukasz Kubot por dois sets a zero, com parciais de 6/3 e 7/6. No mês de junho, ele foi finalista do ATP de Halle, na Alemanha. Mas, na final do torneio perdeu para o alemão Tommy Haas por 2 sets a 1, com parciais de 6/3, 6/7(4) e 6/1. Em julho, ele chegou as quartas de final do Torneio de Wimbledon. E perdeu a chance de avançar as semifinais da competição ao perder para o alemão Tommy Haas por 3 sets a 1, com parciais de 7/5, 7/6 (10-8), 3/6 e 6/4. No final de agosto, Novak Djokovic foi finalista do Masters de Cincinnati. Porém, na decisão do torneio perdeu para Federer por 2 sets a 0, com parciais de 6-1 e 7-5.
Em setembro, ele foi semifinalista do US Open. E o sérvio perdeu a chance de avançar a final do último Grand Slam da temporada ao perder Federer por 3 sets a 0, com parciais de 7/6, 7/5 e 7/5. Já em outubro, ele foi campeão do ATP 500 de Pequim, na China. Onde venceu na decisão do torneio ao croata Marin Cilic por dois sets a zero, com parciais de 6-2 e 7-6(4). Logo depois, o sérvio alcançou à semifinal do Masters 1000 de Xangai, na China. Mas foi impedido de chegar a final por ter perdido para o russo Nikolay Davydenko em um jogo marcado pelo equilíbrio. O sérvio perdeu por 2 sets a 1, com as parciais de 4-6, 6-4 e 7-6 (7/1). Em novembro, Djokovic ganhou o torneio ATP 500 da Basileia, na Suíça. Onde venceu Roger Federer na final por 2 sets a 0, com parciais de 6-4, 4-6 e 6-2 Ainda em novembro, ele foi campeão do Masters 1000 de Paris. Na decisão do torneio o sérvio derrotou o francês Gaël Monfils por dois sets a um, com parciais de 6-2, 5-7 e 7-6[3].

### 2010: Finalista do Us Open e campeão da Copa Davis
No início da temporada, o sérvio Novak Đjokovic foi às quartas de final no Grand Slam do Austrálian Open. Mas sofreu com problemas no estômago durante a partida contra o francês Jo-Wilfried Tsonga e acabou eliminado do torneio após uma batalha de três horas e 52 minutos de jogo, por 3 sets a 2, com parciais de 7/6, 6/7, 1/6, 6/3 e 6/1.
Em fevereiro, o sérvio alcançou a semifinal do ATP 500 de Roterdã na Holanda. Porém acabou sendo surpreendido pelo russo Mikhail Youzhny, então 20º do ranking mundial, e foi eliminado do torneio em dois tie-breaks, com parciais de 7-6 (5) e 7-6 (6).
No início de março, Djokovic ganhou o torneio ATP 500 de Dubai, nos Emirados Árabes Unidos. Onde venceu na final da competição ao russo Mikhail Youzhny por 2 sets a 1, com parciais de 7/5, 5/7 e 6/3.
Em abril, o sérvio derrotou o argentino David Nalbandian nas quartas de final do Masters 1000 de Monte Carlo por 2 sets a 0, com parciais de 6/2 e 6/3. Mas na semifinal do torneio perdeu para o espanhol Fernando Verdasco.
No final de abril, um dia depois de vencer o brasileiro Thomaz Bellucci, o sérvio foi eliminado nas quartas de final do Masters 1000 de Roma pelo espanhol Fernando Verdasco, então cabeça de chave número 6, por 7/6 (4), 3/6 e 6/4.
Em junho, o sérvio Novak Djokovic, então número 3 do ranking mundial, levou uma virada incrível e foi eliminado nas quartas de final do Grand Slam do Open da França ao ser derrotado pelo austríaco Jurgen Melzer por 3 sets a 2, com parciais de 3-6, 2-6, 6-2, 7-6(7-3) e 6-4, após 4 horas e 15 minutos de partida.
Ainda em junho, pelo ATP 250 de Queens, o sérvio Novak Djokovic sentiu o desgaste físico e virou presa fácil para o belga Xavier Malisse, que o derrotou por 2 sets a 1, parciais de 6/3, 4/6 e 6/2.
Já em julho, o sérvio chegou a semifinal do Grand Slam de Wimbledon. Porém, foi impedido de chegar a final do torneio ao perder para o tcheco Tomas Berdych por 3 sets a 0, com as parciais de 6-3, 7-6 (9-7) e 6-3. Em agosto, o sérvio Novak Djokovic foi eliminado na semifinal do torneio Masters 1000 de Toronto, no Canadá, por Federer.
Ainda em agosto, Novak Đjoković era o segundo colocado do ranking mundial da ATP e Rafael Nadal era o líder do mesmo. E eles uniram forças para disputar a chave de duplas do Masters 1000 de Toronto e foram chamados de Dream Team do tênis. Afinal, desde 1976, quando Jimmy Connors e Arthur Ashe atuaram juntos, os números 1 e 2 do ranking não formavam uma parceria. Mas logo na estreia, o sérvio e o espanhol acabaram eliminados do torneio pelos canadenses Vasek Pospisil e Milos Raonic.
Em setembro, o sérvio chegou à decisão do Grand Slam do US Open. Mas perdeu o título ao perder na decisão para o espanhol Rafael Nadal por 3 sets a 1, com parciais de 6-4, 5-7, 6-4 e 6-2. Em outubro, o sérvio Novak Djokovic foi campeão do ATP 500 de Pequim, na China. Onde venceu na final da competição ao espanhol David Ferrer por 2 sets a 0, com parciais de 6/2 e 6/4. Ainda em outubro, Djoko foi eliminado na semifinal do Masters 1000 de Shanghai por Federer. Já em novembro, ele foi vice-campeão do ATP 500 da Basileia, na Suíça. Onde na final do torneio, ele perdeu para Federer por 2 sets a 1, com parciais de 6/4, 3/6 e 6/1. No final do ano, ele levou seu país, a Sérvia, ao título da Copa Davis, junto com os compatriotas Viktor Troicki, Janko Tipsarevic e Nenad Zimonjic ao derrotar os tenistas da França por 3 a 2.

### 2011: Melhor início de temporada de um tenista na ATP
Em janeiro de 2011, venceu o Australian Open pela segunda vez, de forma contundente, ao perder apenas 1 set em 7 jogos, eliminando Federer na semifinal e o escocês Andy Murray na final por 3 sets a 0, com parciais de 6-4, 6-2 e 6-3.
O sérvio também foi campeão dos Masters 1000 de Indian Wells e Miami seguidamente: no primeiro, derrotando Roger Federer e Rafael Nadal, já no segundo, derrotou novamente o nº 1 do mundo, Nadal, na final.
Ganhou o ATP 250 de Belgrado, sua terra natal, e depois venceu em seguida os Masters 1000 de Madrid e Roma, ambos disputados em saibro, derrotando Rafael Nadal nas duas finais.
Perdeu a primeira partida do ano somente em Roland Garros, na semifinal contra Roger Federer, acabando assim sua invencibilidade de 41 vitórias seguidas no ano (e 43 no total, considerando as duas últimas de 2010).
Em 1 de julho de 2011, Novak Djokovic assegurou os pontos necessários para tornar-se o número 1 do mundo no ranking divulgado em 4 de julho de 2011, ao vencer Jo-Wilfried Tsonga na semifinal do Torneio de Wimbledon. Derrotando Rafael Nadal na final, tornou-se o primeiro sérvio a vencer o Torneio de Wimbledon e liderar o ranking. Foi o 25º tenista a tornar-se número 1 na Era Profissional.
Após o Torneio de Wimbledon de 2011, venceu também o Masters 1000 do Canadá, e em agosto chegou à final do Masters 1000 de Cincinnati, abandonando o jogo devido ao cansaço físico acumulado na temporada. Foi apenas a 2ª derrota de Djokovic no ano, tendo obtido 9 títulos.
Em 12 de Setembro de 2011, venceu pela primeira vez o Open dos Estados Unidos, ao derrotar, pela 6ª vez consecutiva em finais nesta temporada, o espanhol Rafael Nadal por 3 a 1 (6-2, 6-4, 6-7 (4-7) e 6-1) numa batalha que durou 4 horas e 10 minutos. Depois do US Open, desistiu da Copa Davis por lesão contra Del Potro, depois parou na semifinal da Basiléia contra Nishikori, na 4º rodada em Paris, desistindo contra Jo-Wilfried Tsonga.
No ATP World Tour Finals, parou na fase de grupos, vencendo o tcheco Tomas Berdych na 1º rodada, e depois perdendo para o espanhol David Ferrer e para o compatriota Janko Tipsarevic. No final do ano venceu o torneio de exibição de Abu Dhabi, ganhando do espanhol David Ferrer na final por 2 sets a 0, com parciais de 6-2 e 6-1. Antes da final, venceu Roger Federer na semifinal, por 6-2 e 6-1, e o francês Gaël Monfils nas Quartas de final, por 6-2, 4-6 e 6-2. Essa foi uma das melhores temporadas de sua carreira, pois Djokovic mostrou grande evolução e crescimento ao conquistar 10 títulos, incluindo três torneios de Grand Slams e cinco ATP Masters 1000.

### 2012: Australian Open, ATP Finals e número um
Em 2012, foi campeão do Australian Open vencendo Andy Murray por 3 sets a 2 na semifinal num jogo emocionante com parciais de: 6-3, 3-6, 6-7(4), 6-1 e 7-5 ,e depois vencendo Rafael Nadal na final por 3 sets a 2 (parciais de 5-7, 6-2, 6-4, 6-7 e 7-5), em uma partida épica com 5 horas e 53 minutos de duração, se tornando assim, a final de Grand Slam mais longa da história do Tênis. Esta foi sua sétima vitória seguida sobre Rafael Nadal.
No segundo Grand Slam do ano, Roland Garros, Djokovic derrotou em Paris num difícil jogo pelas quartas de final a Jo-Wilfried Tsonga por 3 sets a 2, na semifinal cruzou com Roger Federer, passando pelo suíço em 3 sets (parciais de 6-4, 7-5 e 6-3), chegando a sua quarta final consecutiva de Grand Slams.No último jogo do torneio enfrentou novamente na final a Rafael Nadal, e Novak perdeu para o espanhol por 3 sets a 1(parciais de 6-4, 6-3, 2-6 e 7-5), jogo este marcado por duas paralisações e um adiamento da partida.
Chegou as semifinais de Torneio de Wimbledon perdendo para Roger Federer por 3 sets a 1. Nas olimpíadas ficou em 4º lugar, perdeu para Andy Murray na semifinal e para Del Potro na disputa do bronze. Depois dos Jogos Olímpicos, foi campeão em Toronto, vencendo Richard Gasquet por 6-3 e 6-2. Logo em seguida foi vice de Cincinatti, sendo o suíço Roger Federer o campeão. Depois disso, foi vice- campeão do US OPEN perdendo para o britânico Andy Murray.
Em seguida, partiu para a gira Asiática, ganhando o ATP 500 de Pequim, onde bateu na final ao Francês Jo-Wilfried Tsonga por 7-6 e 6-2 e vencendo o escocês Andy Murray na final do Shanghai Masters 1000 por 5-7, 7-6(11), 6-3. No início de Novembro retomou a primeira posição do ranking da ATP. Para coroar sua liderança, ganhou de forma invicta o último torneio do ano, ATP World Tour Finals realizado em Londres, derrotando na final o n° 2 do mundo, Roger Federer, por 2 sets a 0 (7–6(6), 7–5). Dessa forma, fechou a temporada com 11 finais e 6 títulos ganhos.

### 2013: Terceiro título consecutivo no Australian Open
Neste ano, Djokovic iniciou a temporada defendendo com sucesso seu título no Grand Slam do Australian Open, derrotando na semifinal o espanhol David Ferrer por 3 sets a 0 (6-2, 6-2 e 6-1) e na final a Andy Murray por 3 sets a 1 (6-7(2), 7-6(3), 6-3, 6-2). Com esse título, o sérvio Novak Djokovic se tornou tricampeão consecutivo em Melbourne e conquistou o quarto título do Grand Slam Australiano em sua carreira.
Em seu segundo torneio no ano, uma segunda conquista. Em março Djokovic ganhou pela quarta vez na carreira o título do ATP de Dubai, um dos torneios que fizeram parte do ATP World Tour 500 de 2013. Novak derrotou na final o tcheco Tomas Berdych em 2 sets a 0, com parciais de 7/5 e 6/3.
Na terra batida de Monte Carlo, Djokovic destronou o octacampeão consecutivo em Mônaco, Rafael Nadal, conquistando seu 14º Masters 1000 na carreira e seu primeiro no saibro monegasco. A final em 2 sets a 0 teve parciais de 6/2 e 7/6(1)
No Grand Slam de Roland Garros perdeu na semifinal para o espanhol Rafael Nadal por 3 sets a 2, depois de estar vencendo por 4 a 2 no quinto set. Já pelo torneio do Grand Slam de Wimbledon, perdeu na final para o escocês Andy Murray por 3 a 0, parciais 4/6, 5/7 e 4/6.
Em Montreal, Djokovic perdeu na semifinal para Rafael Nadal. Logo após, em setembro, pelo Grand Slam do US Open novamente perdeu para o espanhol Rafael Nadal, mas agora na final por 3 sets a 1, com parciais de 2/6, 6/3, 4/6 e 1/6.
No mês de outubro, iniciou seu tour asiático jogando no ATP 500 de Pequim, e ganhando de Rafael Nadal na final em um jogo fácil com parciais de 6/3 e 6/4. Em seguida pelo Masters 1000 de Shanghai, ele ganhou de Juan Martin Del Potro na final em um jogo muito equilibrado, parciais 6/1, 3/6 e 7/6(3).
Em novembro jogou o torneio Masters 1000 de Paris e novamente o sérvio Novak Djokovic triunfou. Ele foi campeão da competição batendo o espanhol David Ferrer na final por 2 sets a 0, com parciais de 7/5 e 7/5.
No torneio dos campeões, o ATP World Tour Finals em Londres, foi campeão invicto derrotando Rafael Nadal na grande final por 2 sets a 0, com parciais de 6/3 e 6/4. Dessa forma, ele finalizou a temporada de 2013 com 9 finais e 7 títulos ganhos.

### 2014: Wimbledon, ATP Finals e número um ATP
Djokovic iniciou a temporada tentando defender seu título no Grand Slam do Australian Open. E ele venceu seus quatro primeiros jogos em três sets, contra Lukáš Lacko, Leonardo Mayer, Denis Istomin e Fabio Fognini. Depois, ele jogou contra o suíço Stanislas Wawrinka nas quartas de final do torneio, mas foi derrotado por 9/7 no quinto set, encerrando sua série de 25 vitórias em 25 jogos em Melbourne, assim como sua série de 14 semifinais consecutivas em torneios do Grand Slam.
Em seguida, Novak Djokovic disputou o ATP de Dubai, um dos torneios que fizeram parte do ATP World Tour 500 de 2014, mas ele perdeu na semifinal da competição para Federer. Em março, Djokovic se vingou da derrota sofrida para o suíço, conquistando seu terceiro título no Masters 1000 de Indian Wells, derrotando justamente Federer na final de virada por 2 a 1, parciais de 3/6, 6/3 e 7/6. Esse que foi o 17º título do sérvio em torneios ATP Masters 1000.
Continuando sua boa fase, o sérvio derrotou o espanhol Rafael Nadal, então n°1 do ranking mundial masculino, na final do Masters 1000 de Miami em dois sets, por um duplo 6/3. O título em Miami foi o 18º de Novak Djokovic em torneios Masters 1000 e o 43º na carreira.
Em Mônaco, o sérvio sofreu uma lesão no pulso que o prejudicou ao longo da competição do Masters 1000 de Monte Carlo, onde chegou as semifinais antes de perder para o suíço Roger Federer em dois sets.
Depois de se recuperar da lesão, o sérvio venceu o seu terceiro título do Masters 1000 de Roma ao derrotar o espanhol Rafael Nadal na final de virada, com parciais de 4/6, 6/3 e 6/3. Esse título em Roma foi o 19º de Novak Djokovic em torneios de nível ATP Masters 1000.
Pelo Grand Slam de Roland Garros, num confronto que valia a conquista do título e a primeira posição do ranking mundial masculino de simples, Djokovic foi derrotado de virada na grande final pelo espanhol Rafael Nadal por 3 sets a 1, parciais de 6/3, 5/7, 2/6 e 4/6, em uma partida de 3 horas e 31 minutos de duração. Ao final, o sérvio declarou: "Foi um grande começo de partida, mas ele voltou no segundo set. Poderia ter levado para o tie-break, foi bem equilibrado. Eu perdi o serviço (quando Nadal tinha 6/5) e o momento passou a ser todo dele. Comecei a jogar mal e também não me movimentava bem. Fisicamente tive um pouco de dificuldade durante aquele terceiro set. Tentei fazer o meu melhor. Mas meu melhor hoje não foi como o melhor contra ele em Roma há algumas semanas. Nos momentos cruciais Nadal foi um jogador melhor. Claro que é decepcionante para mim, mas a vida continua. Não é a primeira ou a última vez que perdi uma partida"—lamentou Djokovic.
No segundo semestre da temporada, Djokovic conseguiu o bicampeonato do Grand Slam de Wimbledon, após vitória por 3 sets 2 sobre Roger Federer, em um grande jogo com quase 4 horas de duração, com parciais de 6/7 (7-9), 6/4, 7/6 (7-4) e 5/7 e 6/4. Em um jogo equilibrado, o sérvio foi firme nos momentos mais decisivos e evitou o recorde do rival suíço, que buscava seu oitavo título em Wimbledon. Ao final, declarou "Wimbledon é o melhor torneio do mundo, é o que mais vale. Eu sempre sonhei ganhar esse torneio. Ser capaz de competir em alto nível e ser campeão aqui, me faz muito feliz. O Roger é um excelente tenista, o maior vencedor. Obrigado a ele, por ter me deixado ganhar"—afirmou Djokovic, com a humildade e carisma que lhe são características. Em suas palavras, visivelmente emocionado, agradeceu ainda a sua primeira treinadora, Jelena Gencic, que havia falecido em 1 de junho 2013, e era grande apreciadora do Grand Slam londrino.
Em agosto, o sérvio Novak Djokovic foi eliminado do Masters 1000 do Canadá. Ele perdeu para o francês Jo-Wilfried Tsonga por 2 sets a 0, com parciais de 2/6 e 2/6, em 1 hora e 03 minutos de partida, em jogo válido pelas oitavas de final da competição.
Ainda em agosto, e pela segunda semana consecutiva, ele foi eliminado precocemente de um torneio Masters 1000. A queda dessa vez aconteceu nas oitavas de final do Masters 1000 de Cincinnati, nos Estados Unidos. O sérvio foi batido pelo espanhol Tommy Robredo (então 20º do ranking mundial) por 2 sets a 0, com parciais de 6/7 (6) e 5/7, em 1 hora e 44 minutos de partida.
Em setembro, o sérvio chegou a sua oitava semifinal consecutiva no Grand Slam do US Open. E ele buscava sua quinta final consecutiva no US Open, na tentativa de repetir a conquista de 2011 e conquistar o bicampeonato. Mas o japonês Kei Nishikori, então 11° do ranking, impediu a quinta final seguida no US Open de Djokovic, ao anotar o inesperado placar de 4/6, 6/1, 6/7(4-7) e 3/6. No mês de outubro, o sérvio conquistou o pentacampeonato do torneio ATP 500 de Pequim, na China, já que além de 2014 também ganhou as edições de 2009, 2010, 2012 e 2013. Na decisão em pouco mais de uma hora de jogo, Djokovic venceu o tcheco Tomas Berdych pelas arrasadoras parciais de 6/0 e 6/2.
No Masters 1000 de Paris, na França, o sérvio foi o campeão. Aliás, tricampeão, já que além de 2014 também ganhou as edições de 2009 e 2013. Na decisão ele passeou em quadra, dominou as ações do início ao fim e derrotou o canadense Milos Raonic por 2 sets a 0, parciais de 6/2 e 6/3, em apenas 1 hora e 23 minutos de partida. O título em Paris foi o 20º do sérvio Novak Djokovic em torneios Masters 1000 e o 47º na carreira dele. Já na temporada, o sérvio faturava seu sexto troféu.
Ainda em outubro, pelo Masters 1000 de Shanghai, Novak Djokovic perdeu a chance de conquistar o tricampeonato do torneio ao ser derrotado por Federer na semifinal. Eliminado, o sérvio não lamentou seu desempenho e preferiu destacar a atuação do suíço, que, segundo ele, fez uma "partida perfeita". Djokovic perdeu para Roger Federer por um duplo 6/4 após pouco mais de 1 hora e 30 minutos de jogo.
Pelo torneio dos campeões, o ATP World Tour Finals, o sérvio completou o serviço que tinha para se manter na liderança do ranking. Precisando de três vitórias na competição para fechar o ano de 2014 como número 1 em simples do ranking mundial masculino, ele alcançou o feito com propriedade, sem deixar escapar um set sequer. O primeiro passo foi a vitória sobre o croata Marin Cilic por duplo 6/1. O segundo passo foi vencer o suíço Stanislas Wawrinka por arrasadoras parciais de 6/3 e 6/0. E o terceiro e último passo veio contra o tcheco Tomas Berdych, mais um que não impôs grande resistência e acabou perdendo para o sérvio por um duplo 6/2. Com a vitória sobre Berdych, Djokovic garantiu a liderança do ranking até o final do ano e ficou em primeiro no Grupo A do ATP World Tour Finals de 2014, se classificando assim à semifinal do torneio que encerra a temporada. Depois de garantir sua vaga nas semifinais com três vitórias tranquilas, perdendo apenas nove games na fase de grupos, o sérvio perdeu pela primeira vez na competição a um set, mas no fim acabou batendo o japonês Kei Nishikori na semifinal por 2 sets a 1, com placar final de 6/1, 3/6 e 6/0, após 1 hora e 27 minutos de confronto que o assegurou na final. Na decisão do torneio ele deveria enfrentar o Federer, mas um problema nas costas do rival o obrigou a desistir da partida e por isso o sérvio acabou faturando a taça sem mesmo precisar entrar em quadra. Ao final, declarou: “Sinto muito por ele, não queria ganhar desta forma e não vou comemorar essa conquista. Sem dúvida que, se tivesse alguma condição, Federer jogaria hoje. Desejo melhor sorte para ele na final da Copa Davis”, afirmou o sérvio em discurso ao público antes de receber a taça. Esse foi o quarto título do sérvio em eventos ATP World Tour Finals, sendo o terceiro consecutivo dele nesse torneio.
Ele finalizou a temporada de 2014 com com sete conquistas, sendo quatro de Masters 1000 (Roma, Miami, Indian Wells e Paris), um Grand Slam (Wimbledon), o ATP World Tour Finals e o ATP 500 de Pequim.

### 2015: Ano dominante.
Melhor ano da carreira do sérvio.
A estreia do sérvio no circuito ATP de 2015 ocorreu no início de janeiro, pelo ATP 250 de Doha. E a primeira partida foi bem tranquila e sem sustos, pois Novak Djokovic, então líder do ranking, enfrentou o compatriota Dusan Lajovic e conseguiu um triunfo em apenas 59 minutos de jogo, ao anotar as parciais de 6/2 e 6/1. Em sua segunda partida, essa válida pelas oitavas de final, o sérvio também não encontrou grande resistência e perdeu apenas três games para o ucraniano Sergiy Stakhovsky, este que sucumbiu em apenas 61 minutos de confronto, com parciais de 6/2 e 6/1. Já na sua terceira partida, em jogo válido pelas quartas de final, o sérvio acabou sendo eliminado do torneio, pois acabou perdendo de virada para o gigante croata de 2,08m de altura, Ivo Karlovic, este que depois de 2 horas e 15 minutos de batalha derrubou Djoko com o placar final de 7/6 (7-2), 6/7 (6-8) e 4/6. Pouco depois de cair em simples, Djokovic voltou à quadra para a semifinal de duplas. E enfrentou um velho conhecido, o espanhol Rafael Nadal. E mais uma vez se deu mal. Pois, jogando ao lado do compatriota Filip Krajinović, acabou derrotado por 2 sets a 0 para a parceria formada por Nadal e o argentino Juan Mónaco. O placar final da partida foi 6/7 (3-7) e 1/6.
Em seguida, buscando reconquistar o troféu no Grand Slam do Australian Open, Novak Djokovic então cabeça de chave número 1 do torneio, não teve problemas para confirmar o favoritismo na sua estreia e bateu o esloveno Aljaz Bedene, que veio do qualifying, por 3 sets a 0, com parciais de 6/3, 6/2 e 6/4. Na segunda rodada, o sérvio não teve dificuldade para bater o russo Andrey Kuznetsov, cedendo apenas cinco games e fechando a partida em 3 sets a 0, com parciais de 6/0, 6/1 e 6/4. Pela terceira rodada, o espanhol Fernando Verdasco bem que tentou dificultar o jogo do sérvio, mas não conseguiu segurar, pois Djokovic venceu por 3 sets a 0, com parciais de 7/6 (10-8), 6/3 e 6/4. Logo após, em partida válida pelas oitavas de final, ele se utilizou do saque para triunfar com 13 aces ao vencer Gilles Muller, de Luxemburgo, por 3 sets a 0, com parciais de 6/4, 7/5 e 7/5. Depois, pelas quartas de final, nem mesmo o potente saque do canadense Milos Raonic foi suficiente para derrotar o sérvio. Pois, mostrando mais uma vez sua grande forma, ele triunfou em sets diretos, com o placar final de 7/6 (7-5), 6/4 e 6/2, após exatas duas horas de partida. Em seguida, pela semifinal, o sérvio venceu e se vingou de Stanislas Wawrinka (ele foi eliminado pelo suíço no Australian Open de 2014), triunfando em mais uma batalha de cinco sets. Foram necessárias 3 horas e 30 minutos de partida para que Djokovic chegasse ao placar final de 7/6 (7-1), 3/6, 6/4, 4/6 e 6/0. Já na decisão, em uma final onde os dois primeiros sets foram bem disputados, o sérvio, então número um do mundo, venceu o escocês Andy Murray por 3 sets a 1, parciais de 7/6 (5), 6/7 (6), 6/3 e 6/0. Com o triunfo Djoko chegou ao seu quinto título de Australian Open, se tornando assim, o maior campeão do torneio na chamada "Era Aberta".
Depois, o sérvio Novak Djokovic, então líder do ranking mundial, disputou o ATP 500 de Dubai. E ele sentiu certa falta de ritmo em sua estreia, onde chegou a ceder um game de serviço e a ter problemas com o saque, mas mesmo assim, venceu com facilidade o canadense Vasek Pospisil, em sets diretos por um duplo 6/4. Depois, pelas oitavas de final, Djoko enfrentou o cazaque Andrey Golubev. E ele gastou apenas 61 minutos para vence-lo por 2 sets a 0, com as parciais de 6/1 e 6/2. Logo depois, pelas quartas de final, ele comprovou seu favoritismo diante do turco Marsel Ilhan, que veio do qualifying. E em apenas 49 minutos o sérvio arrasou o turco por 2 sets a 0, com duplo 6/1. Em seguida, pela semifinal, em um jogo de seguidas oscilações para ambos os lados, Djokovic superou o tcheco Tomas Berdych pelo placar de 6/0, 5/7 e 6/4. Já na final, Novak Djokovic, que lutava pelo quinto título em Dubai, acabou perdendo para o suíço Roger Federer por 2 sets a 0, com parciais de 3/6 e 5/7.
Em seguida, Novak Djokovic, então número 1 do mundo, disputou o Masters 1000 de Indian Wells, nos E.U.A. E durante o torneio, ele passou por Marcos Baghdatis, Albert Ramos, John Isner, Bernard Tomic (desistência) e Andy Murray para chegar a final. Já na decisão, ele derrotou o 2° colocado do ranking mundial, Roger Federer, por 2 sets a 1 (6/3, 6/7(5) e 6/2). Com isso, Djokovic chegou ao quarto título do torneio (2008, 2011, 2014 e 2015) e ao bicampeonato da competição, quebrando assim a escrita que durava desde 2006, pois desde aquela temporada que um tenista não conseguia defender o título em Indian Wells. Djokovic ainda chegou ao seu 50° título de simples da carreira, o 21° de ATP Masters, além de vencer Federer pela 18ª vez.
Na semana posterior, ele disputou o Masters 1000 de Miami, nos Estados Unidos. E o sérvio Novak Djokovic, então número 1 do mundo, confirmou o favoritismo em sua estreia diante do eslovaco Martin Klizan, onde mesmo tendo mais dificuldade do que o esperado depois de ter aplicado um pneu no primeiro set, o sérvio acabou fechando o jogo por 2 sets a 1, com parciais de 6/0, 5/7 e 6/1. Já em sua próxima partida, após passeio no primeiro set com direito a "pneu", o sérvio teve um pouco mais de trabalho na segunda parcial, mas mesmo assim venceu o belga Steve Darcis em 2 sets (6/0 e 7/5) e garantiu presença nas oitavas da competição. Onde nessa fase, o sérvio enfrentou o tenista Alexandr Dolgopolov da Ucrânia, e por pouco não deu adeus a competição, pois depois de ter perdido o primeiro set no tiebreak, ele chegou a estar perdendo o segundo por 3 games a 0. Porém a frieza em momentos decisivos, aliada a uma evidente queda de rendimento do ucraniano renderam ao sérvio a vitória de virada por 6/7(3), 7/5 e 6/0 em 1 hora e 59 minutos de jogo, sendo que o terceiro set durou apenas 13 minutos. Em seguida, pela oitava vez consecutiva, o sérvio saiu vencedor de um duelo contra o aguerrido espanhol David Ferrer, este então sétimo do mundo. No embate válido pelas quartas de final, Djokovic venceu Ferrer por 2 sets a 0, com um duplo 7/5. Logo depois, o rival na semifinal foi o gigante norte-americano de 2,08m de altura, John Isner, então 24º do mundo. E sérvio não se intimidou e emplacou sua sétima vitória em nove jogos contra Isner ao vencer a partida em sets diretos, pelas parciais de 7/6(3) e 6/2. Já na final, Djokovic assim como na decisão do Australian Open no início da temporada, enfrentou o tenista Andy Murray da Escócia. E o sérvio mais uma vez venceu o rival com direito a "pneu", e conseguiu o 18° triunfo, sendo o sétimo seguido, em 26 confrontos contra o escocês ao vencer o duelo por 7/6(3), 4/6 e 6/0. Com isso, o sérvio conquistou o pentacampeonato do Masters 1000 de Miami e se tornou o primeiro tenista a ganhar os Masters de Indian Wells e Miami no mesmo ano em três oportunidades (2011 e 2014-15). Esse também foi o 51º título de simples da carreira do sérvio, sendo o 22º em ATP Masters.
8 dias depois da conquista do Masters de Miami, o ranking da ATP confirmou Novak Djokovic na primeira posição do ranking mundial pela 142ª semana, o que fez do sérvio o sexto tenista que por mais tempo ocupou o topo da lista. O campeão dos Masters 1000 de Indian Wells e Miami nas semanas anteriores, ultrapassava assim, o espanhol Rafael Nadal, este então com 141 semanas no topo do ranking. Com isso, Djoko ficou atrás apenas de Roger Federer, este com 302 semanas como número 1, seguido pelo norte-americano Pete Sampras (286), o tcheco Ivan Lendl (270) e dos norte-americanos Jimmy Connors (268) e John McEnroe (170).
Logo depois, disputou o Masters 1000 de Monte Carlo, em Mônaco. E o sérvio Novak Djokovic passou fácil por seu primeiro adversário na estreia. Então o tenista número 1 do mundo, ele fez 2 sets a 0 (6/1 e 6/4) diante do espanhol Albert Ramos. Depois, pelas oitavas de final, ele se impôs diante do austríaco Andreas Haider-Maurer, então 52º do mundo, e avançou ao marcar 6/4 e 6/0. Em seguida, pelas quartas de finais, o sérvio teve um “treino de luxo” por meia-hora diante do croata Marin Cilic. Pois Cilic, então número 10 do mundo, equilibrou o confronto após perder oito games seguidos, mas não conseguiu reagir e assim Djokovic avançou na competição ao vencer a partida pelas parciais de 6/0 e 6/3. Logo depois, venceu o espanhol Rafael Nadal na semifinal por duplo 6/3 ao final de 1 hora e 37 minutos de disputada partida de altíssimo nível, conquistando assim sua quinta vitória sobre Nadal no saibro, equilibrando o confronto nessa superfície a partir de 2011 (10 partidas no saibro, com 5 vitórias para cada lado). No total de confrontos, em todos os pisos, Djoko diminuiu a vantagem de vitórias de Nadal para 23 a 20. Já na final, Djoko superou o tcheco Tomas Berdych, então oitavo do ranking mundial, por 2 sets a 1, com parciais de 7/5, 4/6 e 6/3 após 2 horas e 42 minutos de duração. Com isso, ele conquistou seu 52º título de simples da carreira, sendo o quarto da temporada. Ele também subiu para o 11º lugar na lista dos maiores ganhadores da fase profissional, empatado com o australiano Rod Laver (a ATP não contabiliza os títulos de Laver na fase amadora, anteriores a 1968) e somou a sua 30.ª vitória nos 32 primeiros jogos do ano. A conquista o levou a um feito histórico, pois se tornou o primeiro tenista a vencer os três primeiros Masters 1000 da temporada. Ele ergueu também seu 4º Masters seguido, pois ele também venceu o último Masters de 2014, igualando assim Rafael Nadal em 2013 e igualou Roger Federer com 23 títulos ATP Masters. Só Nadal, à época com 27 triunfos nos torneios ATP Masters 1000, tinha mais títulos que ele de Masters. Esta foi a 19ª vitória de Djokovic sobre Berdych, a sexta de forma consecutiva.
Sua próxima competição seria o Masters 1000 de Madrid, na Espanha. Mas Novak Djokovic que em 2015 já havia sido Campeão do Grand Slam do Australian Open e dos Masters 1000 de Indian Wells, Miami e Monte Carlo, não disputou o torneio de saibro espanhol. O sérvio optou por descansar antes do Masters 1000 de Roma, onde defenderia o título, e do Grand Slam de Roland Garros, seu principal foco na temporada. Campeão do Masters 1000 de Madrid em 2011, Djokovic já havia ficado de fora desse torneio em 2014, por causa de uma lesão no braço.
Após se poupar do Masters 1000 de Madrid, Novak Djokovic venceu o espanhol Nicolás Almagro na estreia do Masters 1000 de Roma, na Itália. Porém, o sérvio, então n° 1 do mundo, pareceu sentir um pouco a falta de ritmo de jogo e passou um pouco de sufoco diante de Almagro, este então 174º do mundo. Pois depois de um primeiro set em que venceu em apenas 28 minutos, Djokovic viu seu adversário crescer na partida e precisou de três sets para vencer por 2 sets a 1, pelas parciais de 6/1, 6/7(5) e 6/3 em 2 horas e 01 minuto de jogo. Depois, em duelo válido pelas oitavas de final, Djokovic enfrentou o brasileiro Thomaz Bellucci, este então 68º do mundo. E o sérvio teve dificuldade para derrotar Bellucci, pois o tenista brasileiro chegou a vencer o set inicial. Mas mesmo assim Djokovic acabou vencendo o jogo de virada por 2 sets a 1, com parciais de 5/7, 6/2 e 6/3, em 2 horas de partida. Logo depois, pelas quartas de final, Djokovic seguiu fazendo suas vítimas no torneio, mas novamente venceu precisando jogar três sets, onde dessa vez o sérvio eliminou o japonês Kei Nishikori, este então 6° do mundo, por 2 sets a 1, com parciais de 6/3, 3/6 e 6/1, em 1 hora e 48 minutos de partida. Em seguida, depois de oscilar em seus jogos anteriores durante o torneio, onde precisou jogar três sets, Djokovic fez grande apresentação, pois eliminou o espanhol David Ferrer na semifinal por 2 sets a 0, com duplo 6/4, após 1 hora e 35 minutos de confronto e avançou à final do Masters 1000 de Roma. Já na decisão, Djokovic aproveitou as poucas chances que teve para marcar 6/4 e 6/3 sobre Roger Federer, este então 2° colocado do ranking mundial. Essa foi a 19ª vez que ele venceu Federer. Foi também o 53º título de simples da carreira do sérvio, sendo o 24º em ATP Masters e o quinto na temporada. Com a conquista em Roma, só o espanhol Rafael Nadal, à época com 27 títulos de ATP Masters, tinha mais títulos que ele de torneios Masters.
Djokovic, na sequência, disputou o Grand Slam de Roland Garros, na França. E o sérvio, então número 1 do ranking mundial, começou com pé direito a edição de 2015 do Grand Slam francês. Pois, na partida de estreia, não teve dificuldades para derrotar o finlandês Jarkko Nieminen, este então 87º do ranking mundial da ATP, por 3 sets a 0, parciais de 6/2, 7/5 e 6/2. Na segunda rodada em Paris, Nole teve pela frente, Gilles Muller (este então 55º do mundo). E durante a partida, o sérvio reclamou de dores nas costas e perna direita durante o segundo set, mas mesmo assim conseguiu vencer por três sets a zero o tenista de Luxemburgo, com parciais de 6/1, 6/4 e 6/4. Em seguida, pela terceira rodada, o sérvio venceu o australiano Thanasi Kokkinakis, este à época com 19 anos, por triplo 6/4. Depois, pela próxima rodada, em duelo válido pelas oitavas de final, o sérvio não teve problemas para passar pelo francês Richard Gasquet, este então nº 21 do mundo, por 3 sets a 0, com parciais de 6/1, 6/2 e 6/3. Logo depois, em 'duelo de titãs' derrotou o nove vezes campeão de Roland Garros, Rafael Nadal, por 3 sets a 0, com parciais de 7/5, 6/3 e 6/1, pelas quartas de final do Grand Slam francês, e fez o que só Robin Soderling havia conseguido antes. Logo após, o sérvio qualificou-se para a final de Roland Garros, segundo torneio do Grand Slam da temporada, ao bater o britânico Andy Murray, este então 3° colocado do ranking mundial, por 3 sets a 2, com parciais de 6/3, 6/3, 5/7, 5/7 e 6/1. Já na decisão, o suíço Stanislas Wawrinka ignorou o favoritismo de Djokovic e sagrou-se campeão de Roland Garros pela primeira vez ao superar o sérvio de virada, por 3 sets a 1, com parciais de 4/6, 6/4, 6/3 e 6/4. Assim, com o vice-campeonato da competição, Djokovic, que pela terceira vez disputava a final de Roland Garros, não conseguiu fechar seu career slam—o feito de vencer todos os torneios do Grand Slam, se igualando a nomes como André Agassi, Roger Federer e Rafael Nadal. Mesmo assim, foi ovacionado pela torcida na quadra principal ao receber o prêmio de vice-campeão, onde com esse gesto do público Djokovic não conseguiu conter as lágrimas.
Na sequência, em Londres, no Reino Unido, Novak Djokovic participou do torneio amistoso de Boodles, este preparatório para o Torneio de Wimbledon. E o sérvio, então o tenista número 1 do ranking mundial, venceu o tenista francês Richard Gasquet por dois sets a um e pelas parciais de 6/4, 6/7(4) e 10/8. Essa foi a primeira vitória na grama de Djoko na temporada de 2015.
Em seguida, buscando o terceiro título da carreira na grama sagrada do Torneio de Wimbledon, o sérvio Novak Djokovic não encontrou problemas para superar o alemão Philipp Kohlschreiber por 3 sets a 0, com triplo 6/4, na 1ª rodada. Na sequência, apesar de um começo instável, pois começou sendo quebrado logo no primeiro game da partida, Djoko não teve muitos problemas para vencer o finlandês Jarkko Nieminen, pela 2ª rodada, por 3 sets a 0, com parciais de 6/4, 6/2 e 6/3, em pouco mais de 1hora e 30 minutos de jogo. Depois, pela 3ª rodada, o sérvio seguiu sem perder sets na edição de 2015 do Grand Slam britânico, pois venceu Bernard Tomic, da Austrália, com facilidade, por três sets a zero e triplo 6/3, em 1 hora e 31 minutos de partida. Em seguida, pelas 8as de final, perdeu seus primeiros sets na competição, mas mesmo assim venceu Kevin Anderson da África do Sul, de virada, por 3 sets a 2, com parciais de 6/7, 6/7, 6/1, 6/4 e 7/5, em 3 horas e 22 minutos de confronto. Com a vitória, o tenista da Sérvia avançou à fase de 4as de final para enfrentar Marin Cilic da Croácia. E no duelo contra o croata, Djoker confirmou seu favoritismo ao anotar sua 13ª vitória em 13 confrontos sobre o freguês Cilic. O triunfo veio por 3 sets a 0, com triplo 6/4, em 1 hora e 45 minutos de jogo. Logo após, o sérvio prevaleceu na abertura das semifinais, pois ele venceu o francês Richard Gasquet, por 3 sets a 0, com parciais de 7/6(2), 6/4 e 6/4 e avançou a sua quarta final do Torneio de Wimbledon. Depois, em repetição da final do torneio de 2014, Djokovic, então número 1 do mundo, voltou a superar Roger Federer na decisão e conquistou seu 3° título em Wimbledon. Com o tricampeonato, o sérvio voltou a saborear a grama sagrada após o fim do confronto e celebrou uma série de feitos: foi sua nona conquista de Grand Slam. Com isso, ele alcançou à oitava maior coleção da história e superou lendas como André Agassi, Jimmy Connors e Ivan Lendl, que ganharam 8 troféus de Grand Slam. Com o triunfo, também chegou a 200ª vitória em jogos de torneios de Slam. Além disso, chegou à 10ª vitória sobre Federer em decisões. Com os 3 sets a 1, parciais de 7/6(1), 6/7(10), 6/4 e 6/3 em 2 hora e 56 minutos, ele tirou do suíço a chance de se tornar o maior vencedor isolado no mais tradicional campeonato do circuito de tênis, se mantendo com sete conquistas -
mesmo número do americano Pete Sampras e do britânico William Renshaw. Com a vitória Djokovic ainda empatou o confronto direto entre ele e o suíço Federer, chegando a 20 vitórias em 40 encontros.
Na sequência, sem atuar desde a conquista de Wimbledon, há exatos 30 dias, Djokovic foi ao Canadá para disputar o Masters 1000 de Montreal. E em sua estreia, mostrou certa falta de ritmo competitivo, mas ainda assim conseguiu superar o tenista brasileiro Thomaz Bellucci em sets diretos, com parciais bem disputadas de 6/3 e 7/6(4), em 1h50min de partida. Em seguida, pelas oitavas de final, Djokovic mostrou mais consistência do que na estreia e dominou o norte-americano Jack Sock, então 35º do mundo, marcando 6/2 e 6/1, em apenas 54 minutos. Depois, teve que suar muito pelas quartas de final, pois o sérvio enfrentou grandes dificuldades, chegando a salvar dois match points para se manter vivo na disputa diante do letão Ernests Gulbis. Mas após 2h30min de confronto, Djoko bateu o seu rival por 2 sets a 1, com parciais de 5/7, 7/6 (9-7) e 6/1. No dia seguinte, pela semifinal, venceu o francês Jeremy Chardy (49º do mundo) por 2 sets a 0, com duplo 6/4. Já no dia seguinte, na decisão do primeiro Masters preparatório para o US Open, ele enfrentou o britânico Andy Murray. E após 2 anos ou 8 jogos de freguesia, Murray voltou a vencer o sérvio e, de quebra, conquistou o tricampeonato do Masters 1000 do Canadá, disputado neste ano em Montreal. E para isso acontecer, ele derrotou Djoko por 2 sets a 1, com parciais de 6/4, 4/6 e 6/3, após exatas 3 horas de jogo.
Depois, em sua primeira partida após o revés sofrido diante de Murray, Djokovic se recuperou e estreou com o pé direito no Masters 1000 de Cincinnati, nos Estados Unidos. Ele superou o francês Benoît Paire, então 42º do mundo, por 2 sets a 0, com parciais de 7/5 e 6/2. Nas oitavas de final, o sérvio encarou o belga David Goffin (então 14º do mundo). E o jogo não foi dos mais tranquilos para Djoko, pois ele superou Goffin, por 2 sets a 1, com parciais de 6/4, 2/6 e 6/3 em 1h46 de confronto, mas teve bastante trabalho com o tenista da Bélgica. Tanto é que quando teve seu saque quebrado no início do segundo set, se irritou a ponto de destruir sua raquete, batendo-a contra o chão. Mas depois de estar perdendo de forma rápida no segundo set e ver o rival abrir 3/0 na parte final, se recuperou com toques de genialidade e garantiu mais um triunfo. Em seguida, Djokovic reencontrou o suíço Stanislas Wawrinka, responsável por seu maior revés no ano, na decisão do Torneio de Roland Garros, mas desta vez foi muito superior e venceu o duelo por 2 sets a 0, parciais de 6/4 e 6/1, garantindo vaga na semifinal. Onde sofreu bem mais que o esperado, precisou de atendimento médico, esteve perto de ser eliminado pelo ucraniano Alexandr Dolgopolov, que veio do qualifying, mas conseguiu a reação e vendeu de virada por 2 sets a 1 para ir à decisão. Onde Djokovic tentava ser o primeiro tenista a completar o chamado "Career Golden Masters", ou seja, ganhar pela menos uma vez cada um dos nove torneios da série Masters 1000. O troféu de vencedor em Cincinnati era o único que ainda lhe faltava. Mas o suíço Roger Federer não deu chances para Djokovic na final do Masters 1000 de Cincinnati, pois atuando com leveza em quadra, o suíço controlou a partida com um grande desempenho no saque (83% nos pontos de primeiro serviço e 73% nos de segundo). E sem oferecer oportunidades de break point para Djoko, o ex-líder do ranking faturou o título do torneio por 2 sets a 0, parciais de 7/6(1) e 6/3.
Na sequência, Djokovic foi aos E.U.A disputar o US Open. E impiedoso, ele massacra o brasileiro João Souza o "Feijão" na estreia por triplo 6/1 em apenas 1hora e 11 minutos de jogo. Depois, pela 2ª rodada, o sérvio dominou por completo a partida contra o austríaco Andreas Haider-Maurer e venceu por três sets a zero, com parciais de 6/4 6/2 e 6/1, em 1 hora e 31 minutos de jogo. Com a vitória, ele avançou à 3ª rodada para enfrentar Andreas Seppi da Itália. E o italiano fez jogo duro, mas Djoko confirmou o favoritismo e venceu o jogo por a 3 sets a 0. Depois, na fase de oitavas de final, Djoko encarou Roberto Bautista Agut da Espanha. E ele tem atuação regular, perde set pela primeira vez no torneio, mas bate espanhol sem a necessidade do quinto set. Onde faturou a vitória com as parciais de 6/3, 4/6, 6/4 e 6/3, em 3h03min de partida. Em seguida, pelas quartas de final, Djoko, confirmou seu favoritismo e passou pelo espanhol Feliciano López, 18º cabeça de chave do torneio, por 3 sets a 1, com parciais de 6/1, 3/6, 6/3 e 7/6(7). Na sequência, pela semifinal, seu adversário foi o croata Marin Cilic, então atual campeão do torneio. E mesmo diante do atual campeão do US Open, Djoko fez tudo parecer simples. Pois com um saque afiado e sempre pressionando o rival, o sérvio fez uma partida com um baixo índice de erros e, com direito até a "pneu", atropelou Cilic por 3 sets a 0, parciais de 6/0, 6/1 e 6/2 em apenas 1h26min para alcançar o feito de chegar a todas as decisões de torneios de Grand Slam na temporada de 2015, além de somar sua sexta final do torneio de Grand Slam americano. Já na grande final, ele enfrentou o suíço Roger Federer (então n° 2 do mundo). E mesmo sofrendo cortes no braço e no joelho após um escorregão ainda no primeiro set, Djoko não se intimidou com a pressão de Federer nem com a torcida norte-americana em favor do rival e venceu por 3 sets a 1, parciais de 6/4, 5/7, 6/4 e 6/4 em 3h20min para chegar ao seu segundo título do US Open. Essa foi sua terceira conquista de Grand Slam no ano, igualando sua temporada de 2011, quando também ganhou o US Open, o Austrálian Open e Wimbledon. Com a vitória Djokovic ainda empatou o confronto direto entre ele e o suíço Federer, chegando a 21 vitórias em 42 encontros.
Após o US Open, a próxima competição oficial de Djokovic foi o ATP 500 de Pequim, na China. E na estreia do torneio ele não deu chances ao italiano Simone Bolelli, pois precisou de apenas 1h11min para arrasar o rival, marcando tranquilos 2 sets a 0, parciais de 6/1 e 6/1. Em seguida, o sérvio não teve dificuldades para vencer o chinês Ze Zhang nas oitavas de final, por 2 sets a 0, parciais de 6/2 e 6/1. Depois, nas quartas de final, Djoko venceu sem dificuldades o gigante norte-americano John Isner, de 2,08m de altura e então 13º do mundo, por 2 sets a 0, com um duplo 6/2. Na sequência, em duelo válido pela semifinal, Djoko precisou de 1h13min para superar David Ferrer da Espanha, por 2 sets a 0, parciais de 6/2 e 6/3. Assim, o sérvio chegava pela 12ª vez a uma decisão de torneio ATP na temporada de 2015. Já na final, Djokovic passou fácil pelo espanhol Rafael Nadal e, com uma vitória por 2 sets a 0, com um duplo 6/2, conquistou o sexto título do ATP 500 de Pequim na carreira e o oitavo da temporada.
Na semana seguinte, Djokovic passeou em quadra na sua estreia no Masters 1000 de Xangai, na China. Onde o sérvio precisou de apenas 1h02min para bater o eslovaco Martin Klizan por 2 sets a 0 (6/2 e 6/1). Depois, nas oitavas de final, Djokovic não teve dificuldades e em apenas 1h11min venceu o espanhol Feliciano López, então número 17 do mundo, por 2 sets a 0, parciais de 6/3 e 6/3. Em seguida, pelas quartas de final, o sérvio teve pela frente o australiano Bernard Tomic, então 20º colocado no ranking mundial. E depois de um primeiro set equilibrado, Djoko quase aplica pneu no segundo set e supera Tomic por 2 sets a 0 em 1h27min, com parciais de 7/6(6) e 6/1. Depois, em confronto válido pela semifinal, ele enfrentou o escocês Andy Murray (então n° 2 do mundo). E nem parecia um duelo de líder e vice-líder do ranking mundial da ATP. Pois Djokovic, então número 1 do mundo, dominou Murray para ir à final do torneio. Onde o sérvio precisou de apenas 1h07min para vencer por 2 sets a 0, parciais de 6/1 e 6/3. Já na final, em sua 13ª decisão seguida na temporada, o sérvio venceu o francês Jo-Wilfried Tsonga por 2 sets a 0 (6/2 e 6/4) e faturou o Masters 1000 de Xangai. Com o triunfo, Djokovic foi tricampeão do torneio (foi vencedor também em 2012 e 2013) e chegou ao nono título na temporada. Este foi seu 25º troféu da carreira em Masters 1000.
Na sequência, Novak Djokovic estreou no último Masters do ano em Paris em busca de um recorde. Ser o único tenista a ganhar 6 Masters em um único ano. E após vencer o Brasileiro Thomaz Bellucci, despachar Gilles Simon e bater Tomas Berdych, ele chega as semifinais sem perder um único set, aliás desde a final do US Open, Djoko não sabia o que era perder um set. Na semifinal, enfrentou o suíço Stan Wawrinka e após vencer vencer o primeiro set, acabou perdendo o segundo e a invencibilidade em sets. Mas no terceiro não teve conhecimento, atropelou o adversário aplicando pneu e fechando em 6/3, 3/6 e 6/0. Na final, o adversário foi o escocês Andy Murray, número 2 do mundo, e com maestria do início ao fim, Nole não quis saber se o adversário era o número 2 do ranking e um dos únicos que o derrotou no ano e venceu em sets diretos (6-2 e 6-4). Assim, Novak Djokovic conquistou seu 26° título de Masters 1000 (4° no Masters de Paris) e confirmou o recorde de único tenista a vencer 6 dos 9 Masters em um único ano.
No último desafio do ano, Novak estreou na chave de grupos do ATP World Tour Finals buscando o penta campeonato e o 4° título seguido no torneio. E na estreia contra o Japonês Kei Nishikori, Djokovic passeou em quadra, vencendo-o com um duplo 6-1. Na segunda rodada, em um tira teima contra o suíço Roger Federer, Djokovic é batido em sets diretos por 7-5 e 6-2, sofrendo assim seu 6° revés no ano, sendo o 3° para Federer, e perdendo assim a sua invencibilidade de quase 3 meses (desde o Masters 1000 de Cincinnati de 2015, onde perdeu pro próprio Federer). Na sequência, Djokovic derrotou o tcheco Tomas Berdych em sets diretos e garantiu a segunda colocação no grupo e a classificação para a semifinal. Nas semifinais, enfrentou o espanhol Rafael Nadal, no duelo mais repetido da história. Onde o sérvio venceu o espanhol por duplo 6-3, garantiu a classificação para a final e de quebra igualou pela primeira vez o duelo contra Nadal (23 a 23). Na decisão, mais uma vez, o adversário foi Roger Federer, pela oitava vez no ano. E diferentemente do que ocorreu na fase de grupos, Djokovic dominou desde os primeiros pontos do jogo e assim venceu por 6-3 e 6-4, confirmando seu penta campeonato do ATP World Tour Finals e encerrando a temporada da melhor forma possível. A temporada 2015 de Novak Djokovic, pode ser considerada uma das melhores da história do tênis, conquistando 3 Grand Slams, 1 ATP Finals, 6 Masters 1000 e um ATP 500, além de ter chegado em 14 finais consecutivas dos 15 torneios que disputou (a exceção foi ATP 250 de Doha em Janeiro, primeiro torneio do ano).

### 2016: Completa o Grand Slam vencendo 4 finais consecutivamente
Em sua primeira partida do ano, Novak Djokovic teve uma estreia tranquila no ATP 250 de Doha, no Catar. Onde, ele precisou de apenas 51 minutos para superar o alemão Dustin Brown com um duplo 6/2. Na partida seguinte, o sérvio venceu o espanhol Fernando Verdasco também por duplo 6/2. Em seguida, Djoko confirmou seu favoritismo diante do argentino Leonardo Mayer e bateu seu rival por 2 sets a 0, parciais de 6/3 e 7/5. Na sequência, Novak venceu o duelo com o tcheco Tomas Berdych por 6-3 e 7-6 (3) pelas semifinais e vai decidir o título do torneio. Já na decisão, o ano de 2016 começou como 2015 terminou: com Novak Djokovic levantando um troféu. Pois o sérvio derrotou o espanhol Rafael Nadal por 2 a 0 (6/1 e 6/2) e conquistou o título do ATP 250 de Doha. De quebra, conseguiu ultrapassar o rival no confronto direto no duelo mais repetido da história e chegou a 24 triunfos, contra 23 de Nadal.
Posteriormente, ainda em janeiro, Novak Djokovic, então número 1 do ranking mundial, despachou com facilidade o sul-coreano Hyeon Chung, por 6-3, 6-2 e 6-4 em seu primeiro jogo do Aberto da Austrália. Na próxima fase, o sérvio não teve muito trabalho para bater o francês Quentin Halys, então número 187 do mundo, pela segunda rodada do torneio, por 3 sets a 0, com parciais de 6/1, 6/2 e 7/6(3). Em seguida, Novak avançou ao vencer por 3 sets a 0, parciais de 6-1, 7-5 e 7-6 (6), o italiano Andreas Seppi, 28º cabeça de chave da competição. Na partida seguinte, Djoko foi levado ao limite e precisou batalhar por 4h33min para superar o francês Gilles Simon, então 15º colocado mundial, no quinto set nas oitavas de final. O sérvio de Belgrado derrotou o francês por 3 sets a 2 com parciais de 6/3, 6/7 (7/1), 6/4, 4/6 e 6/1 na quadra Rod Laver inflamada pela atuação corajosa de Simon que foi o primeiro a tirar sets de Nole não só no torneio como no ano de 2016 e desde o dia 17 de novembro de 2015—acabando com invencibilidade de 26 parciais seguidas de Djokovic. Dois dias depois, pelas quartas de final, sem dar espetáculo, mas eficiente quando foi exigido, Djokovic garantiu lugar na semifinal do torneio. Em jogo de 2h03min, ele despachou o sétimo colocado mundial Kei Nishikori com as parciais de 6/3, 6/2 e 6/4, marcando sua sexta vitória em oito confrontos contra o japonês. Logo na sequência, o aguardado encontro entre Djokovic e Federer nas semifinais mostrou a grande superioridade do sérvio. Em apenas 2h17min de disputa, ele aplicou as parciais de 6/1, 6/2, 3/6 e 6/3. O resultado colocou o sérvio, então pentacampeão do torneio, em sua sexta final no Grand Slam Australiano e de quebra Djoko conseguiu a 23ª vitória em 45 jogos contra Roger Federer, passando assim a liderar pela primeira vez o segundo duelo mais repetido da história por 23 a 22. Já na final, o sérvio Novak Djokovic derrubou o escocês Andy Murray em sets diretos, com parciais de 6/1, 7/5 e 7/6 (7-3), depois de 2h52min de confronto. Com a conquista, ele igualou o recorde de Roy Emerson de títulos no Aberto da Austrália, chegando à sua sexta conquista e se tornando o maior campeão do torneio ao lado de Roy Emerson. Djokovic também se tornou o quinto maior vencedor de Grand Slam, empatado com os 11 de Bjorn Borg e Rod Laver.
Em fevereiro, depois de massacrar o espanhol Tommy Robredo na estreia e arrasar o turco Malek Jaziri nas oitavas, Djokovic desistiu nas quartas de final do ATP 500 de Dubai após infecção no olho durante a partida contra o espanhol Feliciano López. Ainda com o incômodo no olho, no início de março, participou da Copa Davis e deu um susto na torcida sérvia, mas bateu o cazaque Mikhail Kukushkin (79º), por 3 sets a 2, com parciais de 6/7(6), 7/6(3), 4/6, 6/3 e 6/2, e empatou o confronto em 2 a 2. Posteriormente, com a vitória de Viktor Troicki (23º) sobre Aleksandr Nedovyesov (200º), por 3 a 0 (6/2, 6/3 e 6/4), a Sérvia garantiu a vaga nas quartas. De volta ao seu bom nível, derrotou Bjorn Fratangelo, Philipp Kohlschreiber, Feliciano López, e Jo-Wilfried Tsonga, para conquistar o Masters de Indian Wells vencendo Rafael Nadal na semifinal por 7-6(5) e 6-2 e Milos Raonic na final por 6-2 e 6-0, tornando-se o maior campeão do torneio. Com o título, igualou Nadal como maior campeão da história de torneios da série Masters 1000, com 27. De quebra, também se tornou o primeiro pentacampeão da história de Indian Wells. Alguns dias depois, após derrotar Kyle Edmund, João Sousa, Dominic Thiem, Tomas Berdych, e David Goffin, Novak derrotou o japonês Kei Nishikori na final, por duplo 6/3, em 1h26, e sagrou-se hexacampeão do Masters 1000 de Miami. Esse foi o 28º título de Masters do sérvio, que ultrapassava Rafael Nadal e tornava-se o maior vencedor isolado da história na série. Com o resultado, igualou Andre Agassi em número de conquistas em Miami.
Posteriormente, Novak estreou com pé esquerdo na temporada de saibro e foi eliminado pelo tcheco Jiri Vesely na estreia do Masters 1000 de Monte Carlo, mas se recuperou numa campanha irretocável no Masters 1000 de Madrid conquistando seu segundo título no torneio, vencendo durante o mesmo em sequência a Borna Coric, Roberto Bautista Agut, Milos Raonic, Kei Nishikori e na final Andy Murray por 6-2, 3-6 e 6-3. Foi o 29º título de Masters de Djokovic, que conseguiu se isolar novamente como maior campeão de Masters 1000 da história do tênis, já que o espanhol Rafael Nadal havia o igualado ao triunfar em Monte Carlo. Na sequência, no Masters 1000 de Roma teve uma boa campanha, onde derrotou Stéphane Robert, Thomaz Bellucci (de virada após levar "pneu" no 1° set), Rafael Nadal nas quartas de final por 7-5 e 7-6(4) e Kei Nishikori por 2-6, 6-4 e 7-6(5) na semifinal. Mas na final perdeu para Andy Murray por duplo 6-3.
Sua próxima competição da gira europeia de saibro foi o Torneio de Roland Garros. Onde em busca de título inédito, Djokovic superou facilmente o taiwanês Yen-Hsun Lu na primeira rodada, assim como o que aconteceu contra o belga Steve Darcis na segunda rodada e com o britânico Aljaz Bedene na terceira rodada. Em seguida, nas oitavas, venceu Roberto Bautista Agut da Espanha por três sets a um, com parciais de 3/6, 6/4, 6/1 e 7/5. Com a vitória, avançou às quartas de final, onde despacha freguês Tomas Berdych por 3 sets a 0—parciais de 6/3, 7/5 e 6/3, e vai à semifinal. Onde teve pela frente o austríaco Dominic Thiem, e confirmou seu favoritismo vencendo por 3 sets a 0 e dominando a partida com grande competência. As parciais foram de 6/2, 6/1 e 6/3. Já na decisão, diante de Andy Murray, começou nervoso, mas manteve os brios no lugar, foi brilhante nos momentos certos e, com 3 sets a 1, parciais de 3/6, 6/1, 6/2 e 6/4, completou a peça que faltava em sua tão vitoriosa carreira: o título de Roland Garros. Para marcar seu nome na história, decidiu repetir um dos gestos mais emblemáticos do torneio: desenhou um coração e deitou sobre ele, assim como o brasileiro Gustavo Kuerten havia feito em 2001. Assim, Novak Djokovic alcança o tão sonhado "Career Slam", vencendo os quatro títulos de Grand Slam e se iguala a outros sete tenistas que conseguiram a proeza: Fred Perry (1935), Don Budge (1938), Rod Laver (1962), Roy Emerson (1964), Andre Agassi (1999), Roger Federer (2009) e Rafael Nadal (2010). Porém, o sérvio tem algo a mais a comemorar. É o primeiro jogador na era aberta a vencer quatro slams de forma consecutiva—Wimbledon e US Open, em 2015, e Aberto da Austrália e Roland Garros, nesta temporada. Antes dele, apenas Don Budge e Rod Laver conseguiram a proeza.

### 2017: O pior ano depois do número um
O ano começou com a disputa do aberto Catar onde após vencer nas semifinais Fernando Verdasco, quando salvou cinco match points, foi para a final contra Andy Murray que era o atual número 1 do mundo e venceu em 2 sets a 1.
Em Melbourne, Djokovic venceu sua primeira partida contra Verdasco em três sets. Na rodada de 64, ele foi derrotado em cinco sets por Denis Istomin. A derrota marcou a primeira saída de Djokovic em um evento do Grand Slam desde Wimbledon, em 2008 antes das fases agudas.
Jogou pela Copa Davis contra Danil Medvedev, tendo vencido jogando em casa por 3–6, 6–4, 6–1, 1–0 e com o abandono do tenista russo.
seguiu a temporada disputando o ATP 500 de Acapulco aceitando o wild card e fez sua estreia no ATP World Tour na América Latina. Ele começou em Acapulco com uma vitória difícil no primeiro turno contra Martin Klizan. Em seguida, Djokovic levou a melhor sobre Juan Martin Del Potro após perder o primeiro set. Djokovic então perdeu para Nick Kyrgios em dois sets (6–7(9–11), 5–7). O sérvio decidiu pular o torneio de Miami e foi direto para Indian wells, Djokovic venceu o britânico Kyle Edmund na segunda rodada e del Potro com um forte terceiro set na terceira rodada. A vitória sobre del Potro deu a Djokovic sua 19ª vitória consecutiva em Indian Wells, a mais longa sequência de vitórias em 43 anos de história do evento. A sequência foi então encerrada, com Djokovic sendo derrotado novamente por Kyrgios, que o derrotou com o primeiro e o segundo saques e um jogo geral variado. Antes de ir ao giro do saibro europeu, defendeu seu país pelas quartas da Davis, onde enfrentou e venceu Albert Ramos Vinolas por 6-3,6-4 e 6-2.
Em Monte carlo, Djokovic estava sobrevivendo ao longo do torneio até as quartas de final, onde foi superado pelo belga David Goffin, onde perdeu em 3 sets apertados. Seguindo para o Madrid Open, Djokovic derrotou os espanhóis Nicolas Almagro e Feliciano Lopez em sucessão e venceu por desistência Kei Nishikori que se retirou devido a uma lesão no pulso. Rafael Nadal então encerrou sua seqüência de sete derrotas consecutivas contra Djokovic com uma vitória abrangente por sets diretos; nas semifinais. No Aberto da Itália, Djokovic defendeu com sucesso seu total de pontos em 2016 ao chegar à final após vitórias consecutivas sobre Aljaž Bedene, Roberto Bautista-Agut, Juan Martin del Potro e Dominic Thiem. No entanto, Djokovic foi parado por Alexander Zverev, de 20 anos, na final. Logo após a partida, Djokovic confirmou como treinador com Andre Agassi, começando em Roland-Garros. Mais para o fim do ano, incluiria ainda em sua equipe técnica o ex- Jogador Radeck Stepanek
Djokovic entrou no aberto da França para defender o título. Ele chegou às quartas de final, perdendo para Dominic Thiem em sets diretos, incluindo um "pneu" no set final.
Djokovic aceitou o wild card em um esforço para pegar algumas partidas na grama. Foi o ajuste antes de Wimbledon que ele jogou desde 2010. Djokovic venceu o ATP de Eastborne o evento com quatro vitórias consecutivas sendo a final contra Gael Monfils em sets diretos (6-3, 6-4). Em Wimbledon, Djokovic venceu Martin Kližan, Adam Pavlásek e Ernests Gulbis nas primeiras três rodadas sem perder um set. Em sua 4ª rodada contra Adrian Mannarino, os jogadores foram forçados a adiar a partida para o dia seguinte devido a uma batalha de cinco sets entre Rafael Nadal e Gilles Müller, o que significa que após vencer Mannarino em três sets, Novak teve menos tempo para se recuperar. a próxima partida das quartas de final contra Tomas Berdych. Lutando com problemas persistentes no cotovelo direito, ele criticou os organizadores de Wimbledon por atrasar sua partida em vez de movê-la para a quadra central. No dia seguinte, ele retirou contra Tomas Berdych enquanto perdia por 6–7, 0–2, devido a uma lesão no cotovelo.
Em 27 de julho, Djokovic anunciou que perderia o resto da temporada para se recuperar da lesão persistente em seu cotovelo direito. Faltando os últimos quatro meses da temporada, Djokovic viu sua classificação cair para 12º, a mais baixa desde 2007. Esta foi a primeira vez que Djokovic perdeu um Grand Slam deixando de jogar o aberto dos Estados Unidos. Fez quarenta partidas de simples onde perdeu oito e venceu 32. ainda participou durante aquele ano de dois torneios de duplas (Indian wells e Monte Carlo) ao lado de Victor troicki, seu compatriota tendo feito cinco jogos e perdido dois.

### 2018: Dispensa de Agassi e do "guru" e a grande volta às vitórias.
Djokovic voltou de seu hiato de seis meses de lesão desde Wimbledon 2017 no evento Tie Break Tens (exibição), onde jogou um ajuste para o Aberto da Austrália de 2018. Ele foi derrotado por Lleyton Hewitt em sua primeira partida. Djokovic jogou sua primeira partida oficial desde Wimbledon no Aberto da Austrália. Depois de derrotar Donald Young (6-1, 5-4, 6-2), na segunda rodada derrotou Gaël Monfils depois de perder o primeiro set (4–6, 6–3, 6–1, 6–3), com Monfils sucumbindo ao calor extremo nas últimas fases da partida. Com uma vitória sobre Albert Ramos Viñolas na terceira rodada (6–2, 6–3, 6–3), Djokovic marcou um encontro com o coreano Chung Hyeon pelas oitavas. Em uma partida de constantes quebras de saque, Djokovic acabou perdendo três sets (6–7(4–7), 5–7, 6–7(3–7)) devido à defesa implacável de Chung na zona de defesa e muitos erros não forçados em pontos críticos. Após sua derrota, Djokovic decidiu se submeter a uma cirurgia no cotovelo direito, que ele alegou que o estava afetando nos dois anos anteriores. O que teria feito o atleta demorar tanto para fazer a cirurgia seria a influência de um "mentor" em particular, Pepe imaz que também teria sido parte importante para a saída de Boris Becker do comando técnico da equipe do jogador ainda em 2016.
Djokovic surpreendentemente voltou à turnê depois de sua cirurgia no Indian Wells Masters. Depois de receber um bye na primeira rodada, ele foi derrotado na segunda rodada pelo nº 109 do mundo Taro Daniel em três sets (6–7(3–7), 6–4, 1–6). O próximo evento de Djokovic foi no Miami Open, onde sua queda e sina de resultados ruins continuou ao perder para Benoît Paire em dois sets (3–6, 4–6).
Estes resultados levaram á decisão em comum acordo entre o jogador e André Agassi de terminarem a parceria. O jogador seguiu então para a temporada européia do saibro onde para recuperar o rendimento, decidiu não pular torneios e jogou todos começando em Monte Carlo.
Ele venceu as duas primeiras partidas em dois sets, derrotando Dušan Lajović e Borna Ćorić na primeira e na segunda rodadas, respectivamente. Sua vitória por 6–0, 6–1 sobre Lajović foi particularmente dominante e sugeriu melhorias significativas na forma. Na terceira rodada, ele perdeu para o 7º do ranking e especialista em quadra de saibro, Dominic Thiem. Após a partida, Djokovic afirmou: "Depois de dois anos, finalmente posso jogar sem dor". Inspirado por sua melhora, Djokovic pegou um wildcard para jogar no Barcelona Open. Ele foi incapaz de continuar sua corrida lá, e perdeu para Martin Klizan (2–6, 6–1, 3–6) em sua partida da rodada de abertura.
Em seguida, Djokovic competiu no Aberto de Madri. Em sua primeira vitória sobre um adversário entre os 20 primeiros em mais de oito meses, ele derrotou o ex-n ° 5 do mundo Kei Nishikori, (7-5,6-4) antes de cair para o britânico Kyle Edmund (3–6, 6–2, 3–6). Como resultado da derrota e por não conseguir defender sua posição nas semifinais no evento, caiu para a 18ª posição, sua pior classificação em 12 anos.
O próximo evento de Djokovic foi o Aberto da Itália, onde já havia vencido quatro vezes e foi o finalista defensor. Ele progrediu para sua primeira aparição em quartas de final em torneios de grande nível desde 2017 em Wimbledon, derrotando Alexandr Dolgopolov (6-1, 6-4), Nikoloz Basilashvili (6-1, 7-5) e Albert Ramos (6-1, 7-5) e viria a derrotar Kei Nishikori (2-6, 6-1, 6-3), mas perderia para o eventual campeão Rafael Nadal na semifinal (6–7(4–7), 3–6)
Em Roland Garros, Djokovic venceu Rogério Dutra (6-3, 6-4, 6-4); Jaume Munar (7–6(7–1), 6–4, 6–4); Roberto Bautista Agut (6–4, 6–7(6–8), 7–6(7–4), 6–2); Fernando Verdasco (6–3, 6–4, 6–2) e então perdeu nas quartas onde sofreu uma derrota chocante para Marco Cecchinato em quatro sets.
Esta melhora de resultados se deu já com o comando de seu antigo treinador, Marian Vajda, que lhe determinou que se afastasse de Pepe imaz que continuou próximo do atleta porém sem influência nas decisões de carreira do jogador.

#### O grande retorno aos títulos
Djokovic disputou um wildcard para jogar no Queen's Club pela primeira vez desde 2010. Ele derrotou Grigor Dimitrov, Adrian Mannarino e Jérémy Chardy para chegar à final. Na final, ele perdeu para Marin Čilić em três sets, apesar de ter um match point. Esta atuação foi um bom sinal para chegar ao torneio de Wimbledon com alguma perspectiva.
Mostrando nova melhora na forma, Djokovic venceu o finalista das quartas de final do Aberto da Austrália, Tennys Sandgren, Horacio Zeballos, o número um britânico Kyle Edmund, Karen Khachanov e Kei Nishikori para definir uma semifinal contra Rafael Nadal. Na segunda semifinal mais longa de Wimbledon até o momento, Djokovic venceu Nadal em cinco sets ( 6–4, 3–6, 7–6(11–9), 3–6, 10–8) disputados em 5 horas e quinze minutos em dois dias.Ele então derrotou Kevin Anderson na final em sets diretos (6–2, 6–2, 7–6(7–3)) para ganhar seu quarto título de Wimbledon e o 13º título geral de Grand Slam. Este foi o seu primeiro título da temporada, que o catapultou da 21ª para a 10ª posição da classificação. Ele também se tornou o jogador masculino com a classificação mais baixa a ganhar um título de Wimbledon desde que Goran Ivanišević o venceu em 2001 como wildcard.
Djokovic começou sua campanha para o US Open com vitórias diretas contra Mirza Bašić e Peter Polansky em Toronto, mas caiu na terceira rodada para Stefanos Tsitsipas (3–6, 7–6(7–5), 3–6)
O próximo para Djokovic foi o Cincinnati Masters, o único torneio Masters 1000 que ele não havia ganho na carreira. Depois de vencer Steve Johnson em dois sets (6–4, 7–6(7–4)), Djokovic enfrentou várias lutas difíceis consecutivas. Ele teve de recuperar de uma desvantagem de um set contra Adrian Mannarino (4–6, 6–2, 6–1) e Grigor Dimitrov, número 5 do ATP (2–6, 6–3, 6–4) , e precisou de três também para vencer Milos Raonic nas quartas de final ( 7–5, 4–6, 6–3) e Marin Čilić nas semifinais (6–4, 3–6, 6–3). Djokovic, então derrotou número 2 do ranking Roger Federer em dois sets na final (6–4, 6–4) . Foi a primeira partida desde a semifinal no Aberto da Austrália de 2016 que vencia o rival e além disso uma mini revanche em que o heptacampeão do torneio Federer o derrotou em Cincinatti em três finais (2009, 2012 e 2015) e onde o próprio Djokovic já tinha participado de outras duas (2008 e 2011) onde foi superado por outro de seus grandes rivais, o britânico Andy Murray. uma outra curiosidade é que justamente nos anos considerados por alguns dos maiores de um jogador profissional e certamente de Djoko (2011 e 2015), o sérvio falhou.
Com esta vitória, Djokovic se tornou o primeiro jogador individual a completar o Career Golden Masters, Algo que só ele possui desde a implantação dos ATP masrers no formato de nove torneios e o único a ter nove diferentes em qualquer tempo.
Lutando com o calor e a umidade, Djokovic estreou no US open e teve dificuldades nos primeiros jogos, porém venceu Márton Fucsovics em quatro sets no primeira rodada (6–3, 3–6, 6–4, 6–0). Ele precisaria novamente de quatro sets para superar Tennys Sandgren na segunda (6–1, 6–3, 6–7(2–7), 6–2). Com condições mais frescas, as próximas rodadas mostraram-se mais favoráveis: Richard Gasquet na terceira rodada (6–2, 6–3, 6–3) , nas oitavas João Sousa (6–3, 6–4, 6–3) e John Millman nas quartas de final.
Então enfrentaria no Aberto dos Estados Unidos, justamente Nishikori, que lhe vencera de forma dura as semifinais em 2014. Desta vez, Djokovic venceu em três sets (6–3, 6–4, 6–2) para definir a final contra o amigo Juan Martín del Potro. Na final, Djokovic assumiu o controle da partida cedo, vencendo o primeiro set. No entanto, uma recuperação animada de del Potro prolongou o segundo set, com Djokovic vencendo no desempate após um set de 95 minutos. Djokovic acabou encerrando a partida em três sets (6–3, 7–6(7–4), 6–3). A vitória rendeu a Djokovic seu terceiro título do US Open e o 14º Grand Slam geral, empatando com Pete Sampras. Ele também subiu de volta para o número 3 no ranking ATP e se classificou para o ATP finals.
No Masters de Xangai, derrotou Jérémy Chardy (6–3, 7–5) Marco Cecchinato (6–4, 6–0),Kevin Anderson (7–6(7–1), 6–3), Alexander Zverev (6–2, 6–1) e Borna Ćorić (6–3, 6–4), todos exceto Chardy dentro dos top 20 sendo uma campanha perfeita. Ele não perdeu nenhum set nem teve seu saque quebrado durante o torneio. Este foi o seu quarto título em Xangai e o segundo título de Masters do ano. Com esta vitória, ele ultrapassou Roger Federer e voltou à 2ª posição do ranking pela primeira vez desde o Aberto da França de 2017.
Masters de Paris: Djokovic derrotou João Sousa (7–5, 6–1), Damir Džumhur (6–1, 2–1 ret.) Marin Čilić (4–6, 6–2, 6–3) e o rival Roger Federer (7–6(8–6), 5–7, 7–6(7–3)) a caminho da final onde perdeu em dois sets para Karen Khachanov.(5–7, 4–6) No entanto, com a retirada de Rafael Nadal do torneio, Djokovic voltou a ocupar o primeiro lugar no ranking após a conclusão do torneio. Exatamente dois anos antes, ele havia perdido o primeiro lugar do ranking em Paris,
Fechou o ano na disputa do ATP finals. Enfrentou na fase de grupos Jonh isner (6–4, 6–3), Alexander Zverev (6–4, 6–1) e Marin Cilic (7–6(9–7), 6–2).
Nas semifinais reencontrou Kevin Anderson (6–2, 6–2). Na final, de uma forma para alguns surpreendente, foi derrotado pelo mesmo Alexander Zverev que que passara com facilidade nos grupos em sets diretos (4–6, 3–6).
Os vices inesperados não apagaram um dos retornos mais brilhantes de um tenista na história do tenis. Djokovic venceu 52 de seus 65 jogos de simples na temporada (oficiais) sendo que até o torneio de Roland Garros, tinha 8 de suas 12 derrotas no circuito e sua ascensão em pontos é uma das maiores. Djokovic é o primeiro jogador a estar abaixo do top 20 a chegar ao 1º do ranking na mesma temporada desde Marat Safin em 2000 que foi o menor. O Russo era 38° em 28 de fevereiro de 2000 antes de se tornar No. 1 em 20 de novembro daquele ano. Quando Djokovic caiu para o 22º lugar em 21 de maio de 2018, Esta também era sua classificação mais baixa desde que ele era o 22º, aos 19 anos, em 2 de outubro de 2006.
Este espetacular retorno quando muitos já duvidavam de sua capacidade de ter novamente o alto nível ainda garantiram ao supercampeão o seu quarto prêmio Laureus como "esportista do ano"
O tenista ainda participou de seis jogos de duplas tendo obtido duas vitórias no ATP de toronto ao lado de Kevin Anderson onde perderam nas quartas, Jogou Miami com Victor Troicki e o torneio na grama de Queens, ao lado de Stan Wawrinka não passando do primeiro jogo.
O jogo de maior destaque foi a parceria com Roger Federer na Laver cup, onde os dois se uniram para enfrentar a dupla mundo formada por Kevin Anderson e Jack Sock, foram derrotados em parciais de 7–6(7–5), 3–6, 6-10 (set final em tiebreak)
Fez ainda três jogos em torneios e jogos exibição e um simples pela Laver cup contra Kevin Anderson, foi derrotado (6–7(5–7), 7–5, 6-10)

### 2019: Recorde na Austrália e vitória épica em Wimbledon
Djokovic iniciou a sua temporada mais cedo quando aceitou jogar o Word Tennis Championship, em Abu Dhabi ainda no ano de 2018 em sua última semana, e nesse torneio sem pontuação para o ranking enfrentou Karen Khachanov e Kevin Anderson ganhando pela quarta vez este torneio amistoso
Abriu oficialmente a sua temporada no torneio do Catar onde chegou até as semifinais onde no caminho enfrentou Damir Dzumur, Marton Fucsovics e e Nikoloz Basilashvli. Então perdeu para o espanhol e futuro campeão Roberto Bautista Agut em três sets.
Djokovic chegou a Austrália com o desejo de recuperar o título do torneio que no ano anterior deixou escapar ainda precocemente. Para isso, derrotou o Qualifier Mitchel Krueguer, o finalista em 2008 que Djokovic derrotou e conseguiu seu primeiro título Jo-wilfred tsonga, o jovem Denis Shapopalov, Danil Medvedev, Kei nishikori que abandonou no segundo set por problemas sentidos desde o começo do jogo e Lucas Pouille nas semifinais.
Então encontrou na final o velho rival Rafael Nadal e de forma surpreendentemente fácil, derrotou em sets diretos, assim chegando a seu sétimo troféu de Australian Open e ao décimo quinto Grand Slam.
Esta conquista fez dele o maior vencedor em Melborne na era aberta (Margareth Court possui onze títulos, porém apenas quatro no tempo da permissão aos profissionais) deixando assim para trás Roger Federer e Roy Emerson com seis títulos.
Então, retornou aos torneios apenas no giro americano em Indiam Wells / Miami após vencer O Australian Open. Jogando o primeiro masters do ano, o sérvio recebeu o Bye na primeira rodada e na segunda, enfrentou Bjorn Frantangelo e venceu, em seguida, foi derrubado po Philipp Kohlchreiber na terceira rodada (oitavas)
No torneio seguinte, o Miami open o sérvio derrotou Bernard Tomic e o argentino Frederico Delbonis e então enfrentou novamente no ano Roberto Bautista Agut e saiu vencendo o primeiro set e conseguindo uma quebra do serviço do adversário no segundo set, então com a chuva que se abateu, a partida precisou ser interrompida. Na volta e de forma passiva acabou tomando a virada no placar e com este resultado se encerrou uma escrita sobre o tenista seis vezes campeão em Miami: Há 41 jogos que o tenista não era derrotado naquele torneio quando venceu o primeiro set.
Depois da derrota o tenista admitiu que distrações fora de quadra o atrapalharam durante o torneio.
O sérvio seguiu para a temporada de saibro europeu e iniciou tal campanha na terceira semana de Abril na abertura dessa no Monte Carlo Masters, pulou a primeira rodada e na segunda rodada reencontrou o algoz Philipp Kohlschreiber no Indian Wells, tendo vencido, nas quartas de final no entanto, foi derrotado pelo russo Danil Medvedev em três sets.
Em Madri, o tenista conseguiu o seu 33° troféu Masters 1000 tendo vencido todos os jogos sem perda de sets, recebeu bye na primeira rodada, derrotou Taylor Fritz (6-4, 6-2), Jérémy Chardy, Marin Cilic (w.o), Dominic Thiem e na final o grego Stefanos Tsitsipas (6-3, 6-4)
Seguindo para Roma para a disputa do italian open, Djokovic derrotou Denis Shapopalov e Philipp Kohlschreiber em sets diretos, Quando chegou às quartas de final, teve um jogo duro com Juan Martin del Potro onde teve de salvar dois match points antes de virar. Na semifinal enfrentou Diego Schwartzman e reencontrou Nadal pela primeira vez desde o Australian open e sofreu uma difícil derrota em três sets com direito a “pneu” no primeiro ( 0-6, 6-4, 1-6)
Chegando em paris, Djokovic tinha a dura missão de tentar repetir o feito de 2015/16 de vencer os quatro majors em sequência e com o resultado de Roma, sabia que vencer Nadal no saibro seria uma dura tarefa. Más fez uma boa campanha até as semifinais porém ao chegar nelas foi impedido do direito de desafiar Nadal em seu domínio ao perder para o austríaco Dominic Thiem que em um jogo duro com vitórias dos sets alternadas deu adeus a sua invencibilidade em slams, que teve 26 partidas desde a primeira rodada de Wimbledon em 2018.
O sérvio seguiu para a tentativa de seu quinto título em Wimbledon, passou por Philipp Kolhschreiber, Denis Kudla, Humbert Hurkacz, Ugo Humbert, David Goffin e finalmente venceu Bautista Agut no ano para então enfrentar o recordista de títulos com oito Roger Federer mais uma vez na quadra central.

#### A final histórica
Este jogo entrou para a história por alguns motivos, porém o mais marcante foi o fato de que Djokovic tinha 8-7 contra e dois match championship para o suíço, Djokovic não só jogou contra este como também contra praticamente toda a torcida e além de virar, venceu o título e impôs mais uma vez uma derrota em Londres a Federer, venceu sua terceira final contra o adversário. Chegou ao seu quinto troféu no torneio e ao 16º major. Ao vencer, arrancou um pedacinho da grama e comeu enquanto olhava sério para as arquibancadas.
Este jogo durou 4 horas e 57 minutos, sendo a final mais longa em Wimbledon e a segunda mais longa dos slams, a primeira é a do Austrália de 2012 que Djokovic também venceu. Foi a primeira vez que Wimbledon utilizou o tie break tradicional para desempate no quinto set, ao chegar em 12 pontos.
O jogo terminou com as parciais: 7–6(7–5), 1–6, 7–6(7–4), 4–6, 13–12(7–3)
Djokovic repetiu algo que não ocorria desde o Wimbledon 1948 quando Bob Falkenburg realizou. Ele também foi o único após o argentino Gaston Gaudio em Roland Garros de 2004 que saiu do Match championship point contra para o título. E desde 2005 em todo o circuito quando serena Willians fez o mesmo no próprio Al England. E ainda se juntou a Rod Laver e a mesma Serena Willians sendo os únicos que mais de uma vez conseguiram vencer um Grand Slam após ter match point contra durante a campanha, a curiosidade é que o adversário do sérvio no caso anterior também foi Roger Federer, que no US open de 2011 teve o ponto do jogo e acabou derrotado.
Esta final ainda guarda uma marca curiosa, em quase todas estatísticas foi liderada por Federer, Djokovic liderou apenas os erros não forçados:
| Categoria             | Djokovic       | Federer        |
| --------------------- | -------------- | -------------- |
| Aces                  | 10             | 25             |
| Duplas faltas         | 9              | 6              |
| 1° serviço            | 136–83 (62,1%) | 127–76 (62,6%) |
| Venceu 1° serviço     | 101–35 (74,3%) | 100–27 (78,7%) |
| Venceu 2° serviço     | 39–44 (47,0%)  | 39–37 (51,3%)  |
| Pontos na rede        | 24–14 (63,2%)  | 51–14 (78,5%)  |
| Break points vencidos | 3–5 (37,5%)    | 7–6 (53,8%)    |
| Recebendo             | 64–139 (31,5%) | 79–140 (36,1%) |
| Winners               | 54             | 94             |
| NF erros              | 52             | 62             |
| NF vencidos           | +2             | +32            |
| Total pontos          | 204            | 218            |
| Total games           | 32             | 36             |

Após a épica vitória, Djokovic foi para a temporada do US open, chegou até as semifinais em Cincinatti onde perdeu para Danil Medvedev após estar um set na frente.
O US open reservou ao tenista um incômodo físico e na quarta rodada acabou derrotado por Stan Wawrinka, desistiu quando tinha dois sets perdidos e uma quebra contra.
Depois deste revés, o sérvio foi jogar pela primeira vez o Japan open e conseguiu seu 76° troféu. O objetivo desta participação era a de se familiarizar com o local para a participação nos jogos olímpicos de 2020 que não ocorreriam devido à pandemia da coronavírus. Ainda na Ásia, foi para Xangai defender o masters 1000 ali disputado, depois de duas vitórias contra Denis Shapopalov e John Isner acabou derrotado por Stefanos Tsitsipas em três sets (6-3, 5-7, 3-6)
Em Paris Djokovic chegou e fez uma campanha perfeita sem sequer ter o saque quebrado, derrotou o local Corentin Moutet (7-6, 6-4), Kile Edmund (7-6, 6-1), Stefanos Tsitsipas (6-1, 6-2), Grigor Dimitrov (7-6, 6-4) e Denis Shapovalov (6-3, 6-4) na final vencendo o seu quinto Masters em Paris.
Terminando a temporada com chances de ser ainda número 1, foi para o Finals e Jogou no grupo “Bjorn Borg” ao lado de Federer, Dominic Thiem e Matteo Berretini. Iniciou a campanha com uma vitória sobre o italiano porém perdeu para Thiem após dois tiebreaks e em sets diretos para Federer o que lhe tirou a possibilidade de mais uma vez terminar como o líder do ranking.
Ao final do ano, foi jogar a copa Davis pela Sérvia na fase de grupos. Venceu Yoshimito Nishioka e Benoit Paire.
Nas quartas de final, enfrentando a Rússia, venceu o jogo de simples que fez contra Karen Kachanov e depois perdeu ao lado de Viktor Troicki nas duplas para Kachanov e Rublev, 4–6, 6–4, 6–7(8–10) sendo assim eliminado.
Durante o ano o sérvio fez ainda 13 jogos em duplas, sendo que em apenas em Indian Wells seu parceiro não foi um outro sérvio jogando com o italiano Fabio Fognini. Viktor Troicki, Filip Krajnovic, Janko Tipsarevic e Marko Djokovic, seu irmão mais jovem em dois torneios (Doha e Monte Carlo). venceu seis desses jogos e perdeu sete. chegou até as semis em Doha ao lado de seu irmão (três jogos) e com Fonigni em Indian Wells ( Quatro jogos)
Fez exibições na grama em Londres antes de Wimbledon no Boodles Chalenge e enfrentou Cristian Gárin e Denis Shapopalov tendo vencido o primeiro e perdido para o segundo. Ainda fez uma exibição em Outubro especial ao enfrentar no Cazaquistão Rafael Nadal,(3–6, 6–3, [9–11])
Este foi o último jogo entre os dois antes de Nadal recuperar o número 1 do mundo.
Djokovic ainda fez no mês de Março durante Indian Wells um jogo-exibição curto ao lado de seu ídolo Pete Sampras para enfrentar John McEnroe e Tomy Haas sendo uma partida disputada em set único e o resultado de 3–4(4–7)
O sérvio jogou 68 jogos e venceu 57 tendo feito no ano 6 finais e conquistando 5 títulos.

### 2022: A polêmica na Austrália
Em janeiro, Djokovic foi para o Australian Open de 2022 com o objetivo de defender o título. Contudo, ao chegar a Austrália em 4 de janeiro, seu ingresso não foi prontamente autorizado por ele não comprovar que havia sido vacinado contra a COVID-19, apresentando somente uma certidão médica que o dispensava da vacina. Todavia, as autoridades de saúde australianas não aceitaram essa certidão e no dia 6 de janeiro, seu visto para o país fora cancelado e sua deportação autorizada. Contudo, ele ficou sob custódia em um hotel até o dia 10 de janeiro, pois haveria uma audiência que decidiria pela deportação ou pela permanência. Ocorrida a audiência, Djokovic teve a permanência autorizada pela justiça, mas as autoridades continuaram investigando uma possível falsificação da certidão médica apresentada por ele
Posteriormente se descobriu também que havia erros na declaração de entrada sobre suas atividades nas semanas antes de viajar. Segundo ele, seus assistentes declararam incorretamente que ele não havia viajado para nenhum lugar nos 14 dias anteriores à partida para Melbourne, quando na verdade ele havia viajado para a Sérvia e a Espanha. Também se descobriu que, enquanto aguardava o resultado dos testes de covid-19 no mês passado, sem saber se estava negativo ou positivo, ele havia participado de um evento em Belgrado, onde entregou prêmios a crianças.
O ministro da Imigração, Alex Hawke, revogou a decisão judicial, mas os advogados do tenista entraram com novo recurso, que julgado no dia 16 de janeiro desta vez foi favorável ao governo australiano. O jogador deixou o país no mesmo dia.
Djokovic estava buscando seu segundo título consecutivo no Aberto da Austrália e seu 21.º de grand slam no geral e sua entrada e possível permissão de permanência no país sem o certificado de vacinação geraram criticas, principalmente entre os australianos. O primeiro-ministro chegou a escrever no Twitter que as leis eram iguais para todos.

### 2023: 24° grand slam, 7º Finals, 40° master 1000 e fecha como n.º 1 do mundo
Derrotou o grego Stefanos Tsitsipas por 3 sets a 0, parciais de 6/3, 7/6 (7/4) e 7/6 (7/5), em 2h56 de partida, e atingiu mais uma marca histórica na carreira ao conquistar o décimo título do Australian Open.
Já em Roland Garros Novak vence o torneio pela terceira vez na final contra Casper ruud por sets diretos e assumi pela primeira vez ultrapassando Rafael Nadal o recorde de mais Grand Slams na história do tênis.
Com atuação soberba na final do US Open e uma vitória por 6/3, 7/6(5) e 6/3 sobre Daniil Medvedev, ninguém na história do tênis, tem mais títulos de slam em simples do que Novak Djokovic. Aos 36 anos conquistou o torneio americano pela quarta vez na carreira e igualou a marca de 24 troféus de slam em simples, que pertencia de forma isolada à australiana Margaret Court. Se tornou o tenista mais velho a conquistar o US Open na Era Aberta (a partir de 1968), ultrapassando o australiano Ken Rosewall, que venceu o torneio americano com 35 anos em 1970. E, para coroar seu grande momento, Djokovic volta ao posto de número 1 do mundo. Superou uma marca dele próprio, de 2021: o tenista mais velho a ser campeão em Paris. Agora, com 36 anos. Ele chegou a nove finais do ATP 1000 da capital francesa, com sete taças. Paris é o ATP 1000 em que ele tem mais troféus - tem seis títulos em Roma e em Miami. Novak vence o Masters de Cincinati com um longo e duro jogo na final contra Carlos Alcaraz por 2 sets a 1 e alcança seu 3° Masters de Cincinati e 39° Masters 1000. Já em Paris Novak chega ao torneio depois de 6 semanas sem jogar e tem que lidar com um vírus no estômago durante os seus jogos, ele ainda relata que só estava conseguindo comer uma vez ao dia, e ainda assim com a segunda rodada em sets diretos e as oitavas as quartas e a semi em 3 sets Novak vence e avança para a final, após vence-lá por sets diretos ele diz que somente nela conseguiu ignorar o desconforto, e já diz que pensa no futuro fica muito feliz por seu 7° título de Masters de Paris. Djokovic é o primeiro jogador a ter sete títulos do Finals, ao vencer o italiano Jannik Sinner, quarto colocado do ranking e que jogava em casa, marcando um duplo 6/3.Deixando para trás as seis conquistas de Roger Federer. Aos 36 anos, ele chegou ao 98º título de ATP em 138 finais disputadas.

### 2024: recordes e Golden Slam
Com 48 sets vencidos de zero em grand slams, se aproxima do recorde de Tenistas com mais sets ganhados por 6-0 (50 de Andre Agassi). Com a 58ª vez, no australian open, que o sérvio chega às oitavas de final de um Grand Slam, iguala o recorde de Roger Federer. chega 48ª semifinal em um torneio do Grand Slam - outro recorde que ele amplia (Federer é o segundo da lista, com 46). Chega a 33ª vitória consecutiva no australian open, a maior sequência da história na Era Aberta, iniciada em 1968.
Na quarta tentativa, Novak Djokovic finalmente é campeão olímpico, se juntando ainda a um seleto grupo de tenistas que conquistaram o chamado Golden Slam - títulos dos quatro Grand Slam e o olímpico, que era formado por Steffi Graf, Serena Williams, Andre Agassi e Rafael Nadal.

### 2025: 50ª semifinal de Grand Slam e 100.º título da carreira
Djokovic chegou pela 50ª vez em uma semifinal de Grand Slam. O sérvio de 37 anos arrancou uma virada diante do espanhol Carlos Alcaraz, vencendo por 3 sets a 1 um duelo de 3h37min para avançar no Australian Open - parciais de 4/6, 6/4, 6/3 e 6/4.
Chegou ao 100.º título da carreira, após vencer a final do ATP 250 de Genebra. Torna-se o terceiro tenista a atingir 100 títulos, depois de Jimmy Connors (109) e Roger Federer (103).

### Grand Slams

#### Simples: 37 (24 títulos, 13 vices)
| Resultado | Ano  | Campeonato           | Piso   | Oponente              | Placar                             |
| --------- | ---- | -------------------- | ------ | --------------------- | ---------------------------------- |
| Vice      | 2007 | US Open              | Dura   | Roger Federer         | 7-6(4), 7-6(2), 6-4                |
| Campeão   | 2008 | Australian Open (1)  | Dura   | Jo-Wilfried Tsonga    | 4-6, 6-4, 6-3, 7-6(2)              |
| Vice      | 2010 | US Open              | Dura   | Rafael Nadal          | 6-4, 5-7, 6-4, 6-2                 |
| Campeão   | 2011 | Australian Open (2)  | Dura   | Andy Murray           | 6-4, 6-2, 6-3                      |
| Campeão   | 2011 | Wimbledon (1)        | Grama  | Rafael Nadal          | 6-4, 6-1, 1-6, 6-3                 |
| Campeão   | 2011 | US Open (1)          | Dura   | Rafael Nadal          | 6-2, 6-4, 6-7(3), 6-1              |
| Campeão   | 2012 | Australian Open (3)  | Dura   | Rafael Nadal          | 5-7, 6-4, 6-2, 6-7(5), 7-5         |
| Vice      | 2012 | Roland Garros        | Saibro | Rafael Nadal          | 6-4, 6-3, 2-6, 7-5                 |
| Vice      | 2012 | US Open              | Dura   | Andy Murray           | 7-6(10), 7-5, 2-6, 3-6, 6-2        |
| Campeão   | 2013 | Australian Open (4)  | Dura   | Andy Murray           | 6-7(2), 7-6(3), 6-3, 6-2           |
| Vice      | 2013 | Wimbledon            | Grama  | Andy Murray           | 6-4, 7-5, 6-4                      |
| Vice      | 2013 | US Open              | Dura   | Rafael Nadal          | 6-2, 3-6, 6-4, 6-1                 |
| Vice      | 2014 | Roland Garros        | Saibro | Rafael Nadal          | 3-6, 7-5, 6-2, 6-4                 |
| Campeão   | 2014 | Wimbledon (2)        | Grama  | Roger Federer         | 6-7(7), 6-4, 7-6(4), 5-7, 6-4      |
| Campeão   | 2015 | Australian Open (5)  | Dura   | Andy Murray           | 7-6(5), 6-7(6), 6-3, 6-0           |
| Vice      | 2015 | Roland Garros        | Saibro | Stanislas Wawrinka    | 4-6, 6-4, 6-3, 6-4                 |
| Campeão   | 2015 | Wimbledon (3)        | Grama  | Roger Federer         | 7-6(1), 6-7(10), 6-4, 6-3          |
| Campeão   | 2015 | US Open (2)          | Dura   | Roger Federer         | 6-4, 5-7, 6-4, 6-4                 |
| Campeão   | 2016 | Australian Open (6)  | Dura   | Andy Murray           | 6-1, 7-5, 7-6(3)                   |
| Campeão   | 2016 | Roland-Garros (1)    | Saibro | Andy Murray           | 3-6, 6-1, 6-2, 6-4                 |
| Vice      | 2016 | US Open              | Dura   | Stanislas Wawrinka    | 6-7, 6-4, 7-5, 6-3                 |
| Campeão   | 2018 | Wimbledon (4)        | Grama  | Kevin Anderson        | 6-2, 6-3, 7-6(3)                   |
| Campeão   | 2018 | US Open (3)          | Dura   | Juan Martín Del Potro | 6-3, 7-6(4), 6-3                   |
| Campeão   | 2019 | Australian Open (7)  | Dura   | Rafael Nadal          | 6–3, 6–2, 6–3a                     |
| Campeão   | 2019 | Wimbledon (5)        | Grama  | Roger Federer         | 7-6(5), 1-6, 7-6(4), 4-6, 13-12(3) |
| Campeão   | 2020 | Australian Open (8)  | Dura   | Dominic Thiem         | 6-4, 4-6, 2-6, 6-3, 6-4            |
| Vice      | 2020 | Roland Garros        | Saibro | Rafael Nadal          | 6-0, 6-2, 7-5                      |
| Campeão   | 2021 | Australian Open (9)  | Dura   | Daniil Medvedev       | 7-5, 6-2, 6-2                      |
| Campeão   | 2021 | Roland-Garros (2)    | Saibro | Stefanos Tsitsipas    | 6-7(6), 2-6, 6-3, 6-2, 6-4         |
| Campeão   | 2021 | Wimbledon (6)        | Grama  | Matteo Berrettini     | 6-7(4), 6-4, 6-4, 6-3              |
| Vice      | 2021 | US Open              | Dura   | Daniil Medvedev       | 6-4, 6-4, 6-4                      |
| Campeão   | 2022 | Wimbledon (7)        | Grama  | Nick Kyrgios          | 4-6, 6-3, 6-4, 7-6(3)              |
| Campeão   | 2023 | Australian Open (10) | Dura   | Stefanos Tsitsipas    | 6-3, 7-6(4), 7-6(5)                |
| Campeão   | 2023 | Roland-Garros (3)    | Saibro | Casper Ruud           | 7-6(1), 6-3, 7-5                   |
| Vice      | 2023 | Wimbledon            | Grama  | Carlos Alcaraz        | 1-6, 7-6(6), 6-1, 3-6, 6-4         |
| Campeão   | 2023 | US Open (4)          | Dura   | Daniil Medvedev       | 6-3, 7-6(5), 6-3                   |
| Vice      | 2024 | Wimbledon            | Grama  | Carlos Alcaraz        | 6-2, 6-2, 7-6                      |

### ATP World Tour Finals

#### Simples: 9 (7 títulos, 2 vices)
| Resultado | Ano  | Campeonato                           | Piso     | Oponente          | Placar      |
| --------- | ---- | ------------------------------------ | -------- | ----------------- | ----------- |
| Campeão   | 2008 | ATP World Tour Final (Xangai) (1/7)  | Dura (i) | Nikolay Davydenko | 6-1, 7-5    |
| Campeão   | 2012 | ATP World Tour Final (Londres) (2/7) | Dura (i) | Roger Federer     | 7-6(6), 7-5 |
| Campeão   | 2013 | ATP World Tour Final (Londres) (3/7) | Dura (i) | Rafael Nadal      | 6-3, 6-4    |
| Campeão   | 2014 | ATP World Tour Final (Londres) (4/7) | Dura (i) | Roger Federer     | W/O         |
| Campeão   | 2015 | ATP World Tour Final (Londres) (5/7) | Dura (i) | Roger Federer     | 6-3, 6-4    |
| Vice      | 2016 | ATP World Tour Final (Londres)       | Dura (i) | Andy Murray       | 6-3, 6-4    |
| Vice      | 2018 | ATP World Tour Final (Londres)       | Dura (i) | Alexander Zverev  | 6-4, 6-3    |
| Campeão   | 2022 | ATP World Tour Final (Turim) (6/7)   | Dura (i) | Casper Ruud       | 7-5, 6-3    |
| Campeão   | 2023 | ATP World Tour Final (Turim) (7/7)   | Dura (i) | Jannik Sinner     | 6-3, 6-3    |

## Desempenho em torneios da ATP

### Simples: 151 Finais (100-51)
| Por Categoria                                              |
| ---------------------------------------------------------- |
| Grand Slam (24-13)                                         |
| Jogos Olímpicos (1-0)                                      |
| Tennis Masters Cup / ATP World Tour Final (7-2)            |
| ATP Masters Series / ATP Tour Masters 1000 (40-20)         |
| ATP International Series Gold / ATP Tour 500 Series (15-3) |
| ATP International Series / ATP Tour 250 Series (13-5)      |

| Por superfície                           |
| ---------------------------------------- |
| Dura (BR) ou Piso Rápido (PT) (72-23)    |
| Saibro (BR) ou Terra Batida (PT) (20-14) |
| Grama (BR) ou Relva (PT) (8-5)           |

| Por Ambiente     |
| ---------------- |
| Outdoors (80-34) |
| Indoors (19-6)   |

### Campeão: 100
| Nº.  | Data                    | Torneio                                   | Superfície | Adversário            | Pontos                             |
| 1.   | 24 de julho de 2006     | ATP de Amersfoort—Holanda                 | Saibro     | Nicolas Massu         | 7-6(5), 6-4                        |
| 2.   | 9 de outubro de 2006    | ATP de Metz—França                        | Dura       | Jurgen Melzer         | 4-6, 6-3, 6-2                      |
| 3.   | 8 de janeiro de 2007    | ATP de Adelaide—Austrália (1/2)           | Dura       | Chris Guccione        | 6-3, 6-7(6), 6-4                   |
| 4.   | 1 de abril de 2007      | Masters Series Miami—EUA (1/6)            | Dura       | Guillermo Cañas       | 6-3, 6-2, 6-4                      |
| 5.   | 7 de maio de 2007       | ATP de Estoril—Portugal                   | Saibro     | Richard Gasquet       | 7-6(7), 0-6, 6-1                   |
| 6.   | 13 de agosto de 2007    | Masters Series Canadá (Montreal) (1/4)    | Dura       | Roger Federer         | 7-6(2), 2-6, 7-6(2)                |
| 7.   | 15 de outubro de 2007   | ATP de Viena—Áustria                      | Dura (i)   | Stanislas Wawrinka    | 6-4, 6-0                           |
| 8.   | 27 de janeiro de 2008   | Australian Open (1/10)                    | Dura       | Jo-Wilfried Tsonga    | 4-6, 6-4, 6-3, 7-6(2)              |
| 9.   | 23 de março de 2008     | Masters Series Indian Wells—EUA (1/5)     | Dura       | Mardy Fish            | 6-2, 5-7, 6-3                      |
| 10.  | 11 de maio de 2008      | Masters Series Roma—Itália (1/6)          | Saibro     | Stanislas Wawrinka    | 4-6, 6-3, 6-3                      |
| 11.  | 16 de novembro de 2008  | ATP World Tour Final (Xangai) (1/7)       | Dura (i)   | Nikolay Davydenko     | 6-1, 7-5                           |
| 12.  | 28 de fevereiro de 2009 | ATP de Dubai—Emirados Árabes Unidos (1/5) | Dura (i)   | David Ferrer          | 7-5, 6-3                           |
| 13.  | 10 de maio de 2009      | ATP de Belgrado—Sérvia (1/3)              | Dura (i)   | Lukasz Kubot          | 6-3, 7-6                           |
| 14.  | 11 de outubro de 2009   | ATP de Pequim—China (1/6)                 | Dura (i)   | Marin Cilic           | 6-2, 7-6(4)                        |
| 15.  | 8 de novembro de 2009   | ATP da Basileia—Suíça                     | Dura (i)   | Roger Federer         | 6-4, 4-6, 6-2                      |
| 16.  | 15 de novembro de 2009  | Masters Series Paris (1/7)                | Dura       | Gaël Monfils          | 6-2, 5-7, 7-6(3)                   |
| 17.  | 1 de março de 2010      | ATP de Dubai—Emirados Árabes Unidos (2/5) | Dura       | Mikhail Youzhny       | 7/5, 5/7, 6/3                      |
| 18.  | 11 de outubro de 2010   | ATP de Pequim—China (2/6)                 | Dura       | David Ferrer          | 6-2, 6-4                           |
| 19.  | 30 de janeiro de 2011   | Australian Open (2/10)                    | Dura       | Andy Murray           | 6-4, 6-2, 6-3                      |
| 20.  | 26 de fevereiro de 2011 | ATP de Dubai—Emirados Árabes Unidos (3/5) | Dura       | Roger Federer         | 6-3, 6-3                           |
| 21.  | 20 de março de 2011     | Masters Series Indian Wells—EUA (2/5)     | Dura       | Rafael Nadal          | 4-6, 6-3, 6-2                      |
| 22.  | 3 de abril de 2011      | Masters Series Miami—EUA (2/6)            | Dura       | Rafael Nadal          | 4-6, 6-3, 7-6(4)                   |
| 23.  | 1 de maio de 2011       | ATP de Belgrado—Sérvia (2/3)              | Saibro     | Feliciano López       | 7-6(4), 6-2                        |
| 24.  | 8 de maio de 2011       | Masters Series Madrid—Espanha (1/3)       | Saibro     | Rafael Nadal          | 7-5, 6-4                           |
| 25.  | 15 de maio de 2011      | Masters Series Roma—Itália (2/6)          | Saibro     | Rafael Nadal          | 6-4, 6-4                           |
| 26.  | 3 de julho de 2011      | Wimbledon (1/7)                           | Grama      | Rafael Nadal          | 6-4, 6-1, 1-6, 6-3                 |
| 27.  | 14 de agosto de 2011    | Masters Series Canadá (Montreal) (2/4)    | Dura       | Mardy Fish            | 6-2, 3-6, 6-4                      |
| 28.  | 12 de Setembro de 2011  | US Open (1/4)                             | Dura       | Rafael Nadal          | 6-2, 6-4, 6-7(3), 6-1              |
| 29.  | 29 de janeiro de 2012   | Australian Open (3/10)                    | Dura       | Rafael Nadal          | 5-7, 6-4, 6-2, 6-7(5), 7-5         |
| 30.  | 1 de abril de 2012      | Masters Series Miami—EUA (3/6)            | Dura       | Andy Murray           | 6-1, 7-6(4)                        |
| 31.  | 12 de agosto de 2012    | Masters Series Canadá (Toronto) (3/4)     | Dura       | Richard Gasquet       | 6-3, 6-2                           |
| 32.  | 7 de outubro de 2012    | ATP de Pequim—China (3/6)                 | Dura       | Jo-Wilfried Tsonga    | 7-6(4), 6-2                        |
| 33.  | 14 de outubro de 2012   | Masters Series Shanghai—China (1/4)       | Dura       | Andy Murray           | 5-7, 7-6(11), 6-3                  |
| 34.  | 12 de novembro de 2012  | ATP World Tour Final (Londres) (2/7)      | Dura (i)   | Roger Federer         | 7-6(6), 7-5                        |
| 35.  | 27 de janeiro de 2013   | Australian Open (4/10)                    | Dura       | Andy Murray           | 6-7(2), 7-6(3), 6-3, 6-2           |
| 36.  | 2 de março de 2013      | ATP de Dubai—Emirados Árabes Unidos (4/5) | Dura       | Tomas Berdych         | 7/5, 6/3                           |
| 37.  | 21 de abril de 2013     | Master Series Monte Carlo (1/2)           | Saibro     | Rafael Nadal          | 6-2, 7-6(1)                        |
| 38.  | 6 de outubro de 2013    | ATP de Pequim—China (4/6)                 | Dura       | Rafael Nadal          | 6-3, 6-4                           |
| 39.  | 13 de outubro de 2013   | Masters Series Shanghai—China (2/4)       | Dura       | Juan Martin Del Potro | 6-1, 3-6, 7-6(3)                   |
| 40.  | 3 de novembro de 2013   | Masters Series Paris (2/7)                | Dura       | David Ferrer          | 7-5, 7-5                           |
| 41.  | 11 de novembro de 2013  | ATP World Tour Final (Londres) (3/7)      | Dura (i)   | Rafael Nadal          | 6-3, 6-4                           |
| 42.  | 16 de março de 2014     | Masters Series Indian Wells—EUA (3/5)     | Dura       | Roger Federer         | 3-6, 6-3, 7-6(3)                   |
| 43.  | 13 de abril de 2014     | Masters Series Miami—EUA (4/6)            | Dura       | Rafael Nadal          | 6-3, 6-3                           |
| 44.  | 18 de maio de 2014      | Masters Series Roma—Itália (3/6)          | Saibro     | Rafael Nadal          | 4-6, 6-3, 6-3                      |
| 45.  | 6 de julho de 2014      | Wimbledon (2/7)                           | Grama      | Roger Federer         | 6-7(7), 6-4, 7-6(4), 5-7, 6-4      |
| 46.  | 5 de outubro de 2014    | ATP de Pequim—China (5/6)                 | Dura       | Tomas Berdych         | 6-0, 6-2                           |
| 47.  | 2 de novembro de 2014   | Masters Series Paris (3/7)                | Dura       | Milos Raonic          | 6-2, 6-3                           |
| 48.  | 16 de novembro de 2014  | ATP World Tour Final (Londres) (4/7)      | Dura (i)   | Roger Federer         | W/O                                |
| 49.  | 1 de fevereiro de 2015  | Australian Open (5/10)                    | Dura       | Andy Murray           | 7-6(5), 6-7(6), 6-3, 6-0           |
| 50.  | 22 de março de 2015     | Masters Series Indian Wells—EUA (4/5)     | Dura       | Roger Federer         | 6-3, 6-7(5), 6-2                   |
| 51.  | 5 de abril de 2015      | Masters Series Miami—EUA (5/6)            | Dura       | Andy Murray           | 7-6(3), 4-6, 6-0                   |
| 52.  | 19 de abril de 2015     | Master Series Monte Carlo (2/2)           | Saibro     | Tomas Berdych         | 7-5, 4-6, 6-3                      |
| 53.  | 17 de maio de 2015      | Masters Series Roma—Itália (4/6)          | Saibro     | Roger Federer         | 6-4, 6-3                           |
| 54.  | 12 de julho de 2015     | Wimbledon (3/7)                           | Grama      | Roger Federer         | 7-6(1), 6-7(10), 6-4, 6-3          |
| 55.  | 13 de setembro de 2015  | US Open (2/4)                             | Dura       | Roger Federer         | 6-4, 5-7, 6-4, 6-4                 |
| 56.  | 11 de outubro de 2015   | ATP de Pequim—China (6/6)                 | Dura       | Rafael Nadal          | 6-2, 6-2                           |
| 57.  | 18 de outubro de 2015   | Masters Series Shanghai—China (3/4)       | Dura       | Jo-Wilfried Tsonga    | 6-2, 6-4                           |
| 58.  | 8 de novembro de 2015   | Masters Series Paris (4/7)                | Dura       | Andy Murray           | 6-2, 6-4                           |
| 59.  | 22 de novembro de 2015  | ATP World Tour Final (Londres) (5/7)      | Dura (i)   | Roger Federer         | 6-3, 6-4                           |
| 60.  | 9 de janeiro de 2016    | ATP de Doha—Catar (1/2)                   | Dura       | Rafael Nadal          | 6-1, 6-2                           |
| 61.  | 31 de janeiro de 2016   | Australian Open (6/10)                    | Dura       | Andy Murray           | 6-1, 7-5, 7-6(3)                   |
| 62.  | 20 de março de 2016     | Masters Series Indian Wells—EUA (5/5)     | Dura       | Milos Raonic          | 6-2, 6-0                           |
| 63.  | 3 de abril de 2016      | Masters Series Miami—EUA (6/6)            | Dura       | Kei Nishikori         | 6-3, 6-3                           |
| 64.  | 8 de maio de 2016       | Masters Series Madrid—Espanha (2/3)       | Saibro     | Andy Murray           | 6-2, 3-6, 6-3                      |
| 65.  | 5 de junho de 2016      | Roland-Garros (1/3)                       | Saibro     | Andy Murray           | 3-6, 6-1, 6-2, 6-4                 |
| 66.  | 31 de julho de 2016     | Masters Series Canadá (Toronto) (4/4)     | Dura       | Kei Nishikori         | 6-3, 7-5                           |
| 67.  | 7 de janeiro de 2017    | ATP de Doha—Catar (2/2)                   | Dura       | Andy Murray           | 6-3, 5-7, 6-4                      |
| 68.  | 1 de julho de 2017      | ATP de Eastbourne—Reino Unido             | Grama      | Gaël Monfils          | 6-3, 6-4                           |
| 69.  | 15 de julho de 2018     | Wimbledon (4/7)                           | Grama      | Kevin Anderson        | 6-2, 6-3, 7-6(3)                   |
| 70.  | 19 de agosto de 2018    | Masters Series Cincinnati—EUA (1/3)       | Dura       | Roger Federer         | 6-4, 6-4                           |
| 71.  | 9 de setembro de 2018   | US Open (3/4)                             | Dura       | Juan Martin Del Potro | 6-3, 7-6(4), 6-3                   |
| 72.  | 14 de outubro de 2018   | Masters Series Shanghai—China (4/4)       | Dura       | Borna Ćorić           | 6-3, 6-4                           |
| 73.  | 27 de janeiro de 2019   | Australian Open (7/10)                    | Dura       | Rafael Nadal          | 6–3, 6–2, 6–3                      |
| 74.  | 12 de maio de 2019      | Masters Series Madrid—Espanha (3/3)       | Saibro     | Stefanos Tsitsipas    | 6-3, 6-4                           |
| 75.  | 14 de julho de 2019     | Wimbledon (5/7)                           | Grama      | Roger Federer         | 7-6(5), 1-6, 7-6(4), 4-6, 13-12(3) |
| 76.  | 6 de outubro de 2019    | ATP de Tóquio—Japão                       | Dura       | John Millman          | 6-3, 6-2                           |
| 77.  | 3 de novembro de 2019   | Masters Series Paris (5/7)                | Dura       | Denis Shapovalov      | 6-3, 6-4                           |
| 78.  | 2 de fevereiro de 2020  | Australian Open (8/10)                    | Dura       | Dominic Thiem         | 6–4, 4–6, 2-6, 6-3, 6-4            |
| 79.  | 29 de fevereiro de 2020 | ATP de Dubai—Emirados Árabes Unidos (5/5) | Dura       | Stefanos Tsitsipas    | 6-3, 6-4                           |
| 80.  | 29 de agosto de 2020    | Master Series Cincinatti—EUA (2/3)        | Dura       | Milos Raonic          | 1-6, 6-3, 6-4                      |
| 81.  | 21 de setembro de 2020  | Masters Series Roma—Itália (5/6)          | Saibro     | Diego Schwartzman     | 7-5, 6-3                           |
| 82.  | 21 de fevereiro de 2021 | Australian Open (9/10)                    | Dura       | Daniil Medvedev       | 7-5, 6-2, 6-2                      |
| 83.  | 29 de maio de 2021      | ATP de Belgrado—Sérvia (3/3)              | Saibro     | Alex Molcan           | 6-4, 6-3                           |
| 84.  | 13 de junho de 2021     | Roland-Garros (2/3)                       | Saibro     | Stefanos Tsitsipas    | 6-7(6), 2-6, 6-3, 6-2, 6-4         |
| 85.  | 11 de julho de 2021     | Wimbledon (6/7)                           | Grama      | Matteo Berrettini     | 6-7(4), 6-4, 6-4, 6-3              |
| 86.  | 7 de novembro de 2021   | Masters Series Paris (6/7)                | Dura       | Daniil Medvedev       | 4-6, 6-3, 6-3                      |
| 87.  | 15 de maio de 2022      | Masters Series Roma—Itália (6/6)          | Saibro     | Stefanos Tsitsipas    | 6-0, 7-6(5)                        |
| 88.  | 10 de julho de 2022     | Wimbledon (7/7)                           | Grama      | Nick Kyrgios          | 4-6, 6-3, 6-4, 7-6(3)              |
| 89.  | 2 de outubro de 2022    | ATP de Tel Aviv—Israel                    | Dura       | Marin Cilic           | 6-3, 6-4                           |
| 90.  | 9 de outubro de 2022    | ATP de Astana—Cazaquistão                 | Dura       | Stefanos Tsitsipas    | 6-3, 6-4                           |
| 91.  | 20 de novembro de 2022  | ATP World Tour Final (Turim) (6/7)        | Dura (i)   | Casper Ruud           | 7-5, 6-3                           |
| 92.  | 8 de janeiro de 2023    | ATP de Adelaide—Austrália (2/2)           | Dura       | Sebastian Korda       | 6-7(8), 7-6(3), 6-4                |
| 93.  | 29 de janeiro de 2023   | Australian Open (10/10)                   | Dura       | Stefanos Tsitsipas    | 6-3, 7-6(4), 7-6(5)                |
| 94.  | 11 de junho de 2023     | Roland-Garros (3/3)                       | Saibro     | Casper Ruud           | 7-6(1), 6-3, 7-5                   |
| 95.  | 20 de agosto de 2023    | Master Series Cincinatti—EUA (3/3)        | Dura       | Carlos Alcaraz        | 5-7, 7-6(7), 7-6(4)                |
| 96.  | 10 de setembro de 2023  | US Open (4/4)                             | Dura       | Daniil Medvedev       | 6-3, 7-6(5), 6-3                   |
| 97.  | 5 de novembro de 2023   | Masters Series Paris (7/7)                | Dura       | Grigor Dimitrov       | 6-4, 6-3                           |
| 98.  | 19 de novembro de 2023  | ATP World Tour Final (Turim) (7/7)        | Dura (i)   | Jannik Sinner         | 6-3, 6-3                           |
| 99.  | 4 de agosto de 2024     | Jogos Olímpicos de Paris                  | Saibro (i) | Carlos Alcaraz        | 7-6 (3), 7-6 (2)                   |
| 100. | 24 de maio de 2025      | ATP de Genebra (1/1)                      | Dura (i)   | Hubert Hukacz         | 5-7, 7-6(2), 7-6 (2)               |

### Vice-Campeão: 40
| Nr. | Data                    | Torneio                              | Superfície | Adversário         | Pontos                      |
| 1.  | 31 de julho de 2006     | ATP de Umag—Croácia                  | Saibro     | Stanislas Wawrinka | 6-6(1) Ret.                 |
| 2.  | 19 de março de 2007     | Masters Series Indian Wells—EUA      | Dura       | Rafael Nadal       | 6-2, 7-5                    |
| 3.  | 10 de setembro de 2007  | US Open (1/6)                        | Dura       | Roger Federer      | 7-6(4), 7-6(2), 6-4         |
| 4.  | 15 de junho de 2008     | ATP de Queen's—Reino Unido (1/2)     | Grama      | Rafael Nadal       | 7-6(6), 7-5                 |
| 5.  | 03 de gosto de 2008     | Masters Series Cincinnati—EUA (1/5)  | Dura       | Andy Murray        | 7-6(4), 7-6(5)              |
| 6.  | 28 de setembro de 2008  | ATP de Bangkok—Tailândia             | Dura (i)   | Jo-Wilfried Tsonga | 7-6(4), 6-4                 |
| 7.  | 5 de abril de 2009      | Masters Series Miami—EUA             | Dura       | Andy Murray        | 6-2, 7-5                    |
| 8.  | 19 de abril de 2009     | Master Series Monte Carlo (1/2)      | Saibro     | Rafael Nadal       | 6-3, 2-6, 6-1               |
| 9.  | 3 de maio de 2009       | Masters Series Roma—Itália (1/6)     | Saibro     | Rafael Nadal       | 7-6(2), 6-2                 |
| 10. | 15 de junho de 2009     | ATP de Halle—Alemanha                | Grama      | Tommy Haas         | 6-3, 6-7(4), 6-1            |
| 11. | 23 de agosto de 2009    | Masters Series Cincinnati—EUA (2/5)  | Dura       | Roger Federer      | 6-1, 7-5                    |
| 12. | 13 de setembro de 2010  | US Open (2/6)                        | Dura       | Rafael Nadal       | 6-4, 5-7, 6-4, 6-2          |
| 13. | 8 de novembro de 2010   | ATP da Basileia—Suíça                | Dura (i)   | Roger Federer      | 6-4, 3-6, 6-1               |
| 14. | 21 de agosto de 2011    | Masters Series Cincinnati—EUA (3/5)  | Dura       | Andy Murray        | 6-4, 3-0 Ret.               |
| 15. | 22 de abril de 2012     | Master Series Monte Carlo (2/2)      | Saibro     | Rafael Nadal       | 6-3, 6-1                    |
| 16. | 12 de maio de 2012      | Masters Series Roma—Itália (2/6)     | Saibro     | Rafael Nadal       | 7-5, 6-3                    |
| 17. | 11 de junho de 2012     | Roland-Garros (1/4)                  | Saibro     | Rafael Nadal       | 6-4, 6-3, 2-6, 7-5          |
| 18. | 19 de agosto de 2012    | Masters Series Cincinnati—EUA (4/5)  | Dura       | Roger Federer      | 6-0, 7-6(7)                 |
| 19. | 10 de setembro de 2012  | US Open (3/6)                        | Dura       | Andy Murray        | 7-6(10), 7-5, 2-6, 3-6, 6-2 |
| 20. | 7 de julho de 2013      | Wimbledon (1/2)                      | Grama      | Andy Murray        | 6-4, 7-5, 6-4               |
| 21. | 9 de setembro de 2013   | US Open (4/6)                        | Dura       | Rafael Nadal       | 6-2, 3-6, 6-4, 6-1          |
| 22. | 8 de junho de 2014      | Roland-Garros (2/4)                  | Saibro     | Rafael Nadal       | 3-6, 7-5, 6-2, 6-4          |
| 23. | 28 de fevereiro de 2015 | ATP de Dubai—Emirados Árabes Unidos  | Dura       | Roger Federer      | 6-3, 7-5                    |
| 24. | 7 de junho de 2015      | Roland-Garros (3/4)                  | Saibro     | Stan Wawrinka      | 4–6, 6–4, 6–3, 6–4          |
| 25. | 16 de agosto de 2015    | Masters Series Canadá (Montreal)     | Dura       | Andy Murray        | 6-4, 4-6, 6-3               |
| 26. | 22 de agosto de 2015    | Masters Series Cincinnati—EUA (5/5)  | Dura       | Roger Federer      | 7-6(1), 6-3                 |
| 27. | 15 de maio de 2016      | Masters Series Roma—Itália (3/6)     | Saibro     | Andy Murray        | 6-3, 6-3                    |
| 28. | 11 de setembro de 2016  | US Open (5/6)                        | Dura       | Stan Wawrinka      | 6-7(1), 6-4, 7-5, 6-3       |
| 29. | 19 de novembro de 2016  | ATP World Tour Final (Londres) (1/2) | Dura (i)   | Andy Murray        | 6-3, 6-4                    |
| 30. | 21 de maio de 2017      | Masters Series Roma—Itália (4/6)     | Saibro     | Alexander Zverev   | 6-4, 6-3                    |
| 31. | 24 de junho de 2018     | ATP de Queen's—Reino Unido (2/2)     | Grama      | Marin Cilic        | 5-7, 7-6(4), 6-3            |
| 32. | 4 de novembro de 2018   | Masters Series Paris (1/2)           | Dura       | Karen Khachanov    | 7-5, 6-4                    |
| 33. | 18 de novembro de 2018  | ATP World Tour Final (Londres) (2/2) | Dura (i)   | Alexander Zverev   | 6-4, 6-3                    |
| 34. | 19 de maio de 2019      | Masters Series Roma—Itália (5/6)     | Saibro     | Rafael Nadal       | 6-0, 4-6, 6-1               |
| 35. | 11 de outubro de 2020   | Roland-Garros (4/4)                  | Saibro     | Rafael Nadal       | 6-0, 6-2, 7-5               |
| 36. | 16 de maio de 2021      | Masters Series Roma—Itália (6/6)     | Saibro     | Rafael Nadal       | 7-5, 1-6, 6-3               |
| 37. | 12 de setembro de 2021  | US Open (6/6)                        | Dura       | Daniil Medvedev    | 6-4, 6-4, 6-4               |
| 38. | 24 de abril de 2022     | ATP de Belgrado—Sérvia               | Saibro     | Andrey Rublev      | 6-2, 6-7(4), 6-0            |
| 39. | 6 de novembro de 2022   | Masters Series Paris (2/2)           | Dura       | Holger Rune        | 3-6, 6-3, 7-5               |
| 40. | 16 de julho de 2023     | Wimbledon (2/2)                      | Grama      | Carlos Alcaraz     | 1-6, 7-6(6), 6-1, 3-6, 6-4  |
| 41. | 14 de julho 2024        | Wimbledon (3/3)                      | Grama      | Carlos Alcaraz     | 6-2, 6-2, 7-6               |

### Estatísticas
| Torneios de Grand Slam |      |      |      |      |      |      |      |      |      |      |      |      |      |      |      |      |      |      |      |      |      |      |            |        |
| Torneios               | 2004 | 2005 | 2006 | 2007 | 2008 | 2009 | 2010 | 2011 | 2012 | 2013 | 2014 | 2015 | 2016 | 2017 | 2018 | 2019 | 2020 | 2021 | 2022 | 2023 | 2024 | 2025 | Vit./Part. | V–D    |
| Australian Open        | A    | 1R   | 1R   | 4R   | V    | QF   | QF   | V    | V    | V    | QF   | V    | V    | 2R   | 4R   | V    | V    | V    | A    | V    | SF   | SF   | 10 / 20    | 99–10  |
| Roland Garros          | A    | 2R   | QF   | SF   | SF   | 3R   | QF   | SF   | F    | SF   | F    | F    | V    | QF   | QF   | SF   | F    | V    | QF   | V    | QF   | SF   | 3 / 20     | 101–17 |
| Wimbledon              | A    | 3R   | 4R   | SF   | 2R   | QF   | SF   | V    | SF   | F    | V    | V    | 3R   | QF   | V    | V    | A    | V    | V    | F    | F    | SF   | 7 / 20     | 102–13 |
| US Open                | A    | 3R   | 3R   | F    | SF   | SF   | F    | V    | F    | F    | SF   | V    | F    | A    | V    | 4R   | 4R   | F    | A    | V    | 3R   |      | 4 / 18     | 90–14  |
| V–D                    | 0–0  | 5–4  | 9–4  | 19–4 | 18–3 | 15–4 | 19–4 | 26–1 | 24–3 | 24–3 | 22–3 | 27–1 | 22–2 | 9–3  | 21–2 | 22-2 | 16-2 | 27-1 | 11-1 | 27-1 | 21-4 | 18-3 | 24 / 78    | 392–54 |
| ATP Finals             | NC   | NC   | NC   | RR   | V    | RR   | SF   | RR   | V    | V    | V    | V    | F    | NC   | F    | RR   | SF   | SF   | V    | V    | NC   |      | 7 / 16     | 50–18  |

| Torneios de Masters 1000 |      |       |       |               |               |               |               |               |               |               |               |               |               |               |               |               |               |               |               |               |      |      |               |               |
| Torneios                 | 2004 | 2005  | 2006  | 2007          | 2008          | 2009          | 2010          | 2011          | 2012          | 2013          | 2014          | 2015          | 2016          | 2017          | 2018          | 2019          | 2020          | 2021          | 2022          | 2023          | 2024 | 2025 | Vit./Part.    | V–D           |
| Indian Wells             | A    | A     | 1R    | F             | V             | QF            | 4R            | V             | SF            | SF            | V             | V             | V             | 4R            | 2R            | 3R            | A             | A             | A             | A             |      |      | 5 / 14        | 50–9          |
| Miami                    | A    | A     | 2R    | V             | 2R            | F             | 2R            | V             | V             | 4R            | V             | V             | V             | A             | 2R            | 4R            | A             | A             | A             | A             |      | F    | 6 / 13        | 44–7          |
| Monte Carlo              | A    | A     | 1R    | 3R            | SF            | F             | SF            | A             | F             | V             | SF            | V             | 2R            | QF            | 4R            | QF            | A             | 4R            | 3R            | 4R            |      |      | 2 / 16        | 30–9          |
| Madri                    | A    | A     | 2R    | QF            | SF            | SF            | A             | V             | QF            | 2R            | A             | A             | V             | SF            | 3R            | V             | A             | A             | SF            | A             |      |      | 3 / 12        | 23–7          |
| Roma                     | A    | A     | Q2    | QF            | V             | F             | QF            | V             | F             | QF            | V             | V             | F             | F             | SF            | F             | V             | F             | V             | QF            |      |      | 6 / 18        | 42–7          |
| Canadá                   | A    | Q2    | A     | V             | QF            | QF            | SF            | V             | V             | QF            | 3R            | F             | V             | A             | 4R            | A             | A             | A             | A             | A             |      |      | 4 / 12        | 35–6          |
| Cincinnati               | A    | 1R    | 2R    | 2R            | F             | F             | QF            | F             | F             | QF            | 3R            | F             | A             | A             | V             | SF            | V             | A             | A             | V             |      |      | 3/ 15         | 31–11         |
| Shangai                  | A    | Q1    | QF    | SF            | 3R            | SF            | SF            | A             | V             | V             | SF            | V             | SF            | A             | V             | QF            | A             | A             | A             |               |      |      | 4 / 14        | 33–7          |
| Paris                    | A    | 3R    | 2R    | 2R            | 3R            | V             | 3R            | QF            | 2R            | V             | V             | V             | QF            | A             | F             | V             | A             | V             | F             | V             |      |      | 7 / 17        | 33–10         |
| Vit–Der                  | 0–0  | 2–2   | 5–7   | 24–7          | 25–7          | 33–8          | 16–8          | 33–1          | 34–6          | 28–6          | 28–4          | 39–2          | 31–4          | 10–4          |               |               |               |               |               |               |      |      | 40 / 132      | 313–66        |
| Torneios                 | 3    | 9     | 19    | 22            | 19            | 22            | 19            | 15            | 17            | 16            | 15            | 16            | 16            | 10            | 1             | 1             |               |               |               |               |      |      | 220           | 220           |
| Títulos                  | 0    | 0     | 2     | 5             | 4             | 5             | 2             | 10            | 6             | 7             | 7             | 11            | 7             | 2             | 1             | 1             |               |               |               |               |      |      | 70            | 70            |
| Finais                   | 0    | 0     | 3     | 7             | 7             | 10            | 4             | 11            | 11            | 9             | 8             | 15            | 10            | 3             | 1             | 1             |               |               |               |               |      |      | 100           | 100           |
| Dura V–D                 | 0–1  | 2–3   | 17–9  | 43–12         | 43–12         | 53–11         | 43–12         | 46–5          | 50–5          | 53–5          | 40–6          | 59–5          | 47–6          | 12–3          | 3–1           | 7-0           |               |               |               |               |      |      | 51 / 139      | 511–96        |
| Saibro V–D               | 1–2  | 4–5   | 14–5  | 19–5          | 16–3          | 17–6          | 12–4          | 17–1          | 16–4          | 15–3          | 14–2          | 16–1          | 16–2          | 12–4          |               |               |               |               |               |               |      |      | 13 / 56       | 189–47        |
| Grama V–D                | 0–0  | 2–1   | 4–2   | 6–2           | 5–2           | 8–2           | 6–2           | 7–0           | 9–3           | 6–1           | 7–0           | 7–0           | 2–1           | 8–1           |               |               |               |               |               |               |      |      | 4 / 21        | 77–17         |
| Carpete V–D              | 1–0  | 3–2   | 5–2   | Descontinuado | Descontinuado | Descontinuado | Descontinuado | Descontinuado | Descontinuado | Descontinuado | Descontinuado | Descontinuado | Descontinuado | Descontinuado | Descontinuado | Descontinuado | Descontinuado | Descontinuado | Descontinuado | Descontinuado |      |      | 0 / 4         | 9–4           |
| Geral V–D                | 2–3  | 11–11 | 40–18 | 68–19         | 64–17         | 78–19         | 61–18         | 70–6          | 75–12         | 74–9          | 61–8          | 82–6          | 65–9          | 32–8          | 3–1           | 7-0           |               |               |               |               |      |      | 68 / 219      | 786–164       |
| Ranking de final de ano  | 186  | 78    | 16    | 3             | 3             | 3             | 3             | 1             | 1             | 2             | 1             | 1             | 2             | 12            | 1             | 2             | 1             | 1             | 5             | 1             | 7    |      | $ 175,281,484 | $ 175,281,484 |

## Recordes
- 2° tenista mais jovem a passar de 700 vitórias;
- É o segundo tênista com maior distância entre primeiro e último título conquistados na carreira, o primeiro em Amesfoort 2006 com 18 anos e 300 dias, e o último no ATP de Genebra em 24 de maio de 2025 com 38 anos e 2 dias.
- Maior campeão de títulos em quadras duras com 72 títulos;
- Maior quantidade de semanas como líder do ranking da ATP, com 428 (102 consecutivas, 5º maior), número 1° pela última vez em (19/04/2024);
- Maior percentual de vitórias na carreira com 83,3% em 1150v - 231d;
- Maior vencedor em torneios Masters 1000, com 40 títulos (5 Wells, 6 Miami, 2 MCarlo, 3 Madrid, 6 Roma, 4 Canada, 3 Cincinnati, 4 Shangai e 7 Paris);
- Maior vencedor do Masters 1000 de Indian Wells (ao lado de Federer) com 5 títulos (2008, 2011, 2014, 2015 e 2016);
- Maior vencedor do Masters 1000 de Miami (junto com Agassi) com 6 títulos (2007, 2011, 2012, 2014, 2015 e 2016);
- Maior vencedor do Masters 1000 de Shangai, com 4 títulos (2012, 2013, 2015 e 2018);
- Maior vencedor do Masters 1000 de Paris, com 7 títulos (2009, 2013, 2014, 2015, 2019, 2021 e 2023);
- Recordista em 4 Masters 1000 (Indian Wells, Miami, Shangai e Paris);
- Único tenista a vencer os 3 primeiros torneios Masters 1000 do ano (2015);
- Único tenista a vencer 6 Masters 1000 em uma única temporada (2015);
- Único tenista a alcançar 8 finais de Masters 1000 em uma única temporada (2015);
- Único tenista a chegar em 11 finais consecutivas de torneios Masters 1000 (2014 (1), 2015 (8), 2016 (2) );
- Único tenista a realizar 15 finais consecutivas em uma única temporada (2015);
- Único tenista a conquistar todos os 9 títulos de torneios Masters 1000, (Cincinnati 19/08/2018) e repetir o feito em 2020, também após vencer Cincinnati pela segunda vez;
- Único tenista a conquistar o Carrer Golden Masters, e o fez duas vezes. (2018, 2020)
- Único tenista a conquistar 10 vezes o Aberto da Austrália (2008, 2011, 2012, 2013, 2015 , 2016, 2019, 2020, 2021 e 2023);
- Possui a 3º maior série de vitórias consecutivas na Era Aberta (43, 2010/2011);
- Junto com Rod Laver (2 Grand Slam/'62 e '69) e Don Budge (1 Grand Slam/'38) venceu os 4 Grand Slam (Career Slam) consecutivamente (2015 (2) e 2016 (2));
- 5 vezes terminou o ano como o jogador com maior premiação da temporada (2011, 2012, 2014, 2015 e 2021);
- recorde de mais temporadas encerradas como o número 1°, 8 vezes, (2011, 2012, 2014, 2015, 2018, 2020, 2021, 2023); "2000 pontos não contados no ranking pelo título em Wimbledon 2022, o que custou o rank 1° de encerramento";
- Jogador com maior premiação em uma temporada com US$ 21,592,125 (2015);
- Jogador mais rentável, com a premiação total na carreira de US$ 188,934,053;
- Recorde de mais prêmios Laureus (5) ao lado de Roger Federer.
- Recorde de mais tempo sem perder para um jogador estadunidense, 8 anos e 6 meses, de Wimbledom 2016 a Brisbane 2025, 34 vitórias consecutivas.
- Seu melhor percentual de vitórias em uma temporada, 2015: 82 - 6 (93,62%).

̈Atualizado em 08/04/2024